# Valinhos (Fátima)

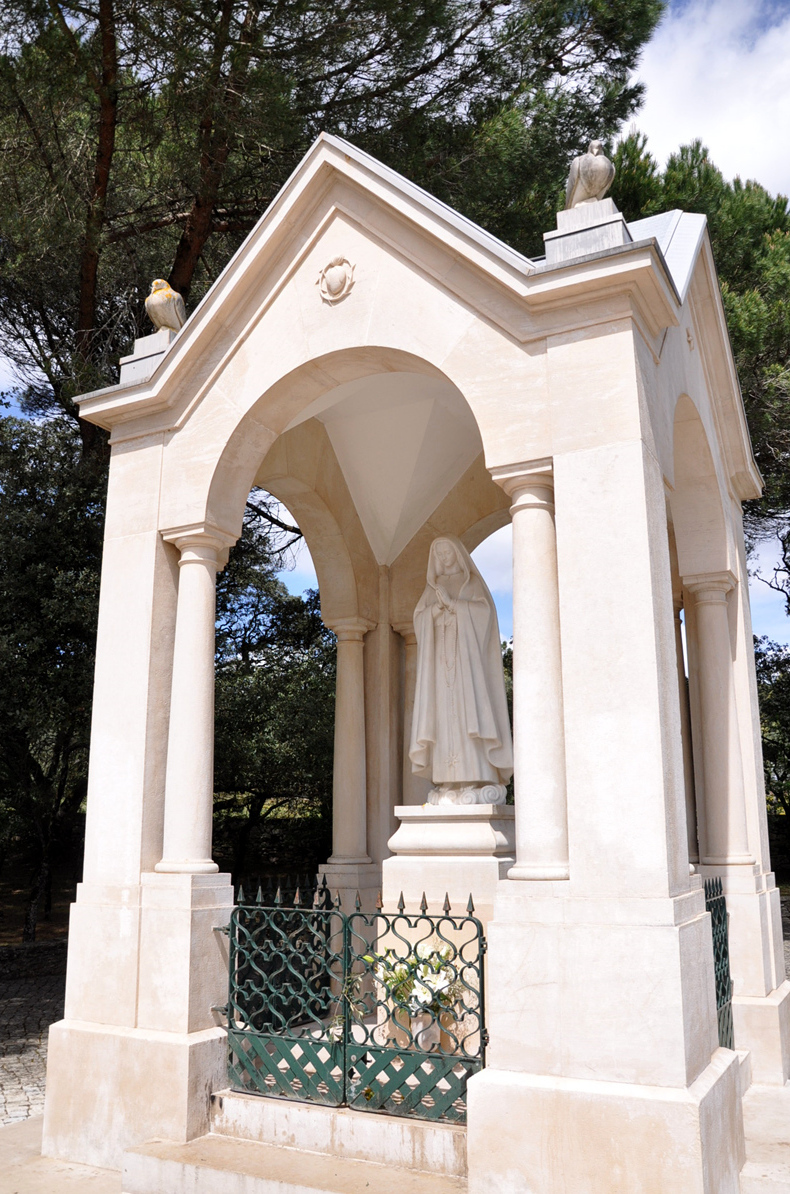
Monumento dedicado a la 4.ª aparición de la Virgen María a los tres pastorcitos el 19 de agosto de 1917 – Fátima, Portugal.

Valinhos es un lugar de la freguesia de Fátima, en el municipio de Ourém, provincia de la Beira Litoral, distrito de Santarém, en la región del Centro de Portugal y subregión de Medio Tajo. Es también un reconocido destino de turismo religioso, sobre todo debido a las apariciones del Ángel de la Paz a los tres pastorcitos de Fátima.

## Historia del lugar
Los Valinhos corresponden a los terrenos que los tres pastorcitos de Fátima recorrían desde sus casas en la aldea de Aljustrel hasta la Cova da Iria (Cueva de Iria) para el pastoreo de sus rebaños. Fue en este lugar donde sucedieron dos de las apariciones del Ángel de la Paz (o Ángel de Portugal) en 1916 y la cuarta aparición de Nuestra Señora de Fátima el 19 de agosto de 1917.
Actualmente, los Valinhos son visitados por miles de peregrinos nacionales y extranjeros que recorren el Vía Crucis hasta el Calvario Húngaro, visitan la Capilla de San Esteban de Hungría y de allí pasan a visitar la casa de Lucía y la casa de los santos Francisco y Jacinta Marto en la aldea de Aljustrel.
En los Valinhos, las esculturas de las estaciones del Vía Crúcis, del Ángel de la Paz y de la Virgen María son todas de la autoría de Maria Amélia Carvalheira da Silva.

## Lugares de los Valinhos

### Camino de los Pastorcitos

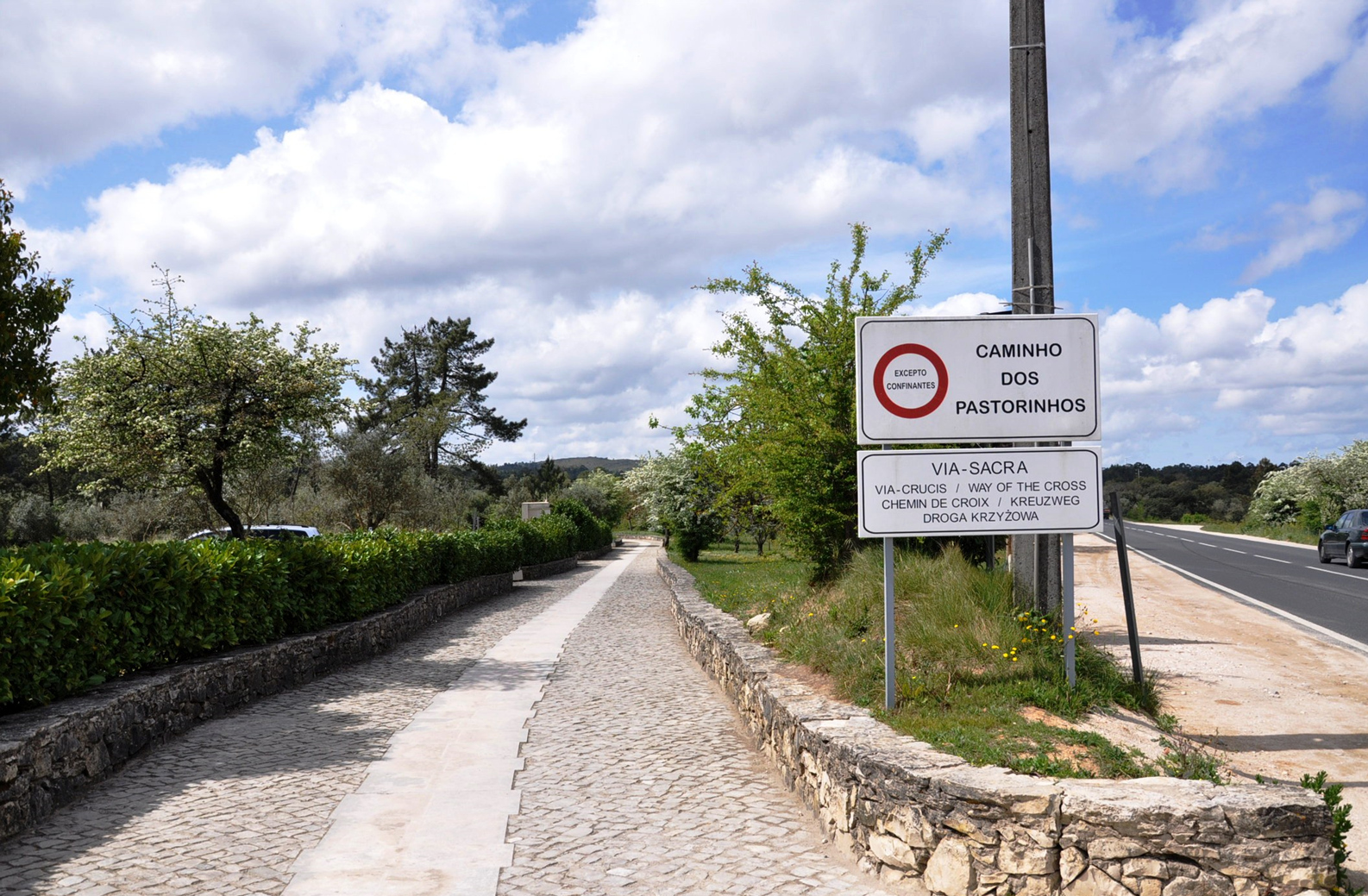
Inicio del Camino junto a la Rotonda de los Pastorcitos
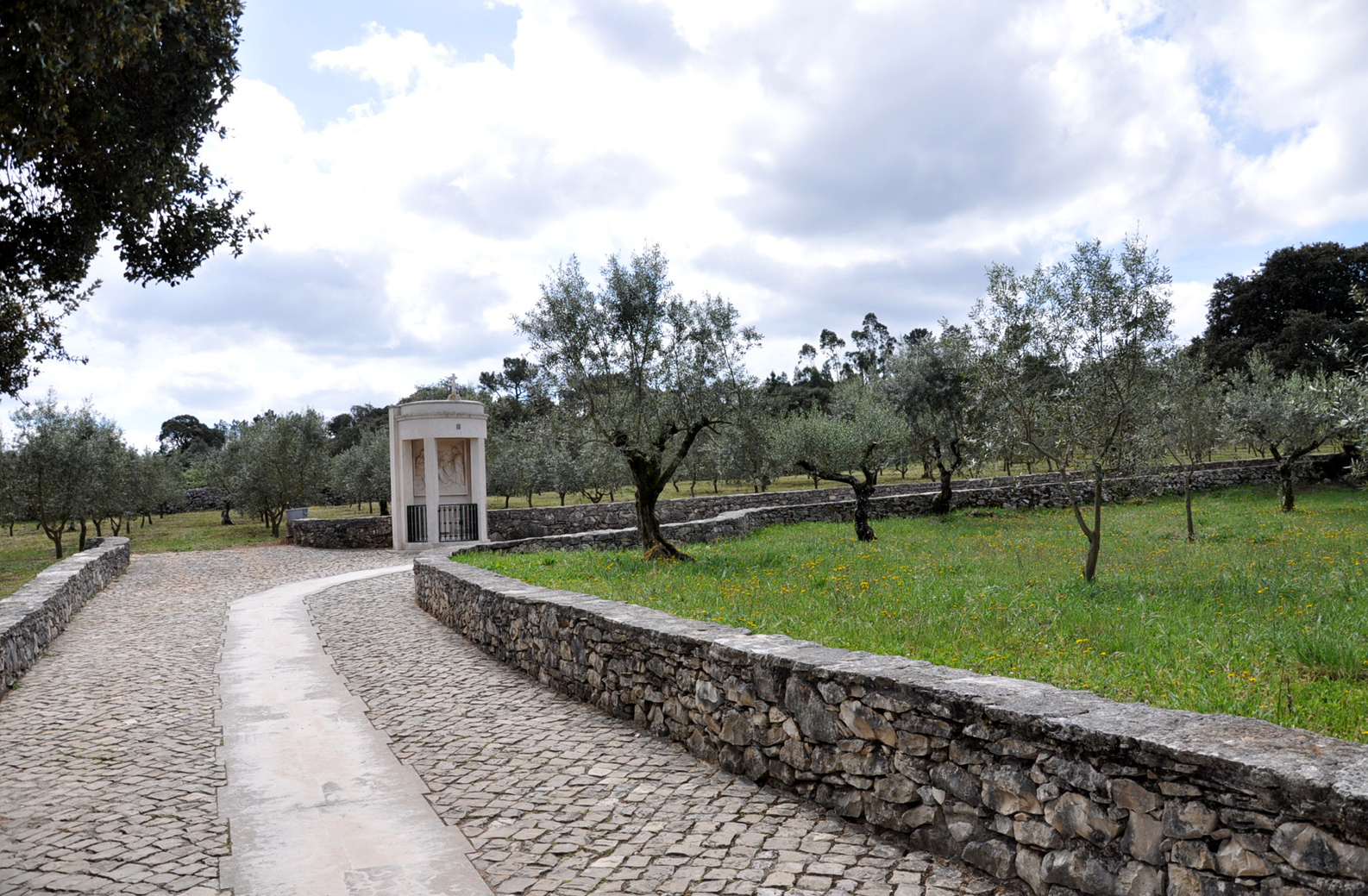
Recorrido del Camino de los Pastorcitos con las Estaciones del Vía Crucis
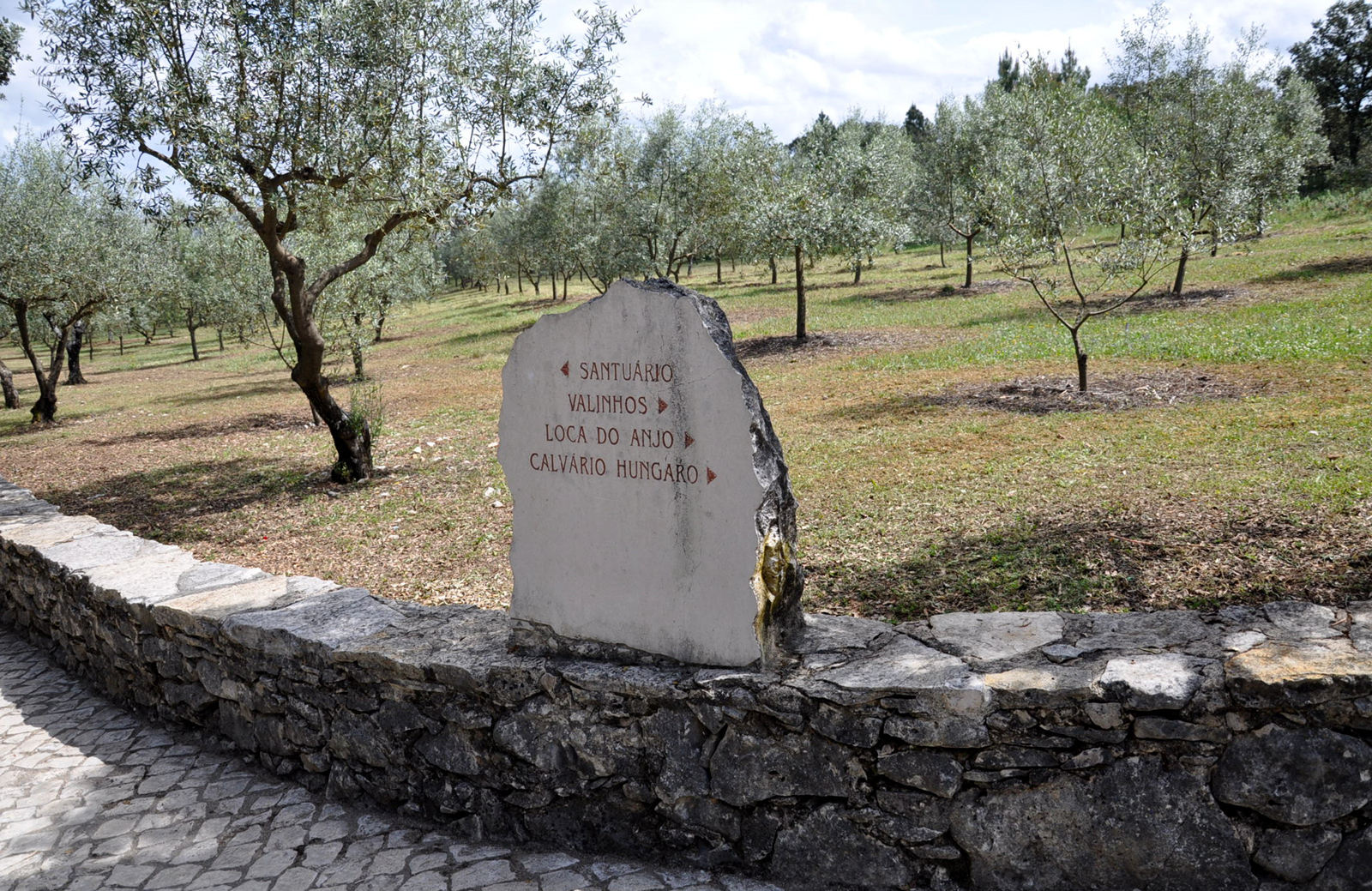
Puntos de referencia en el Camino de los Pastorcitos
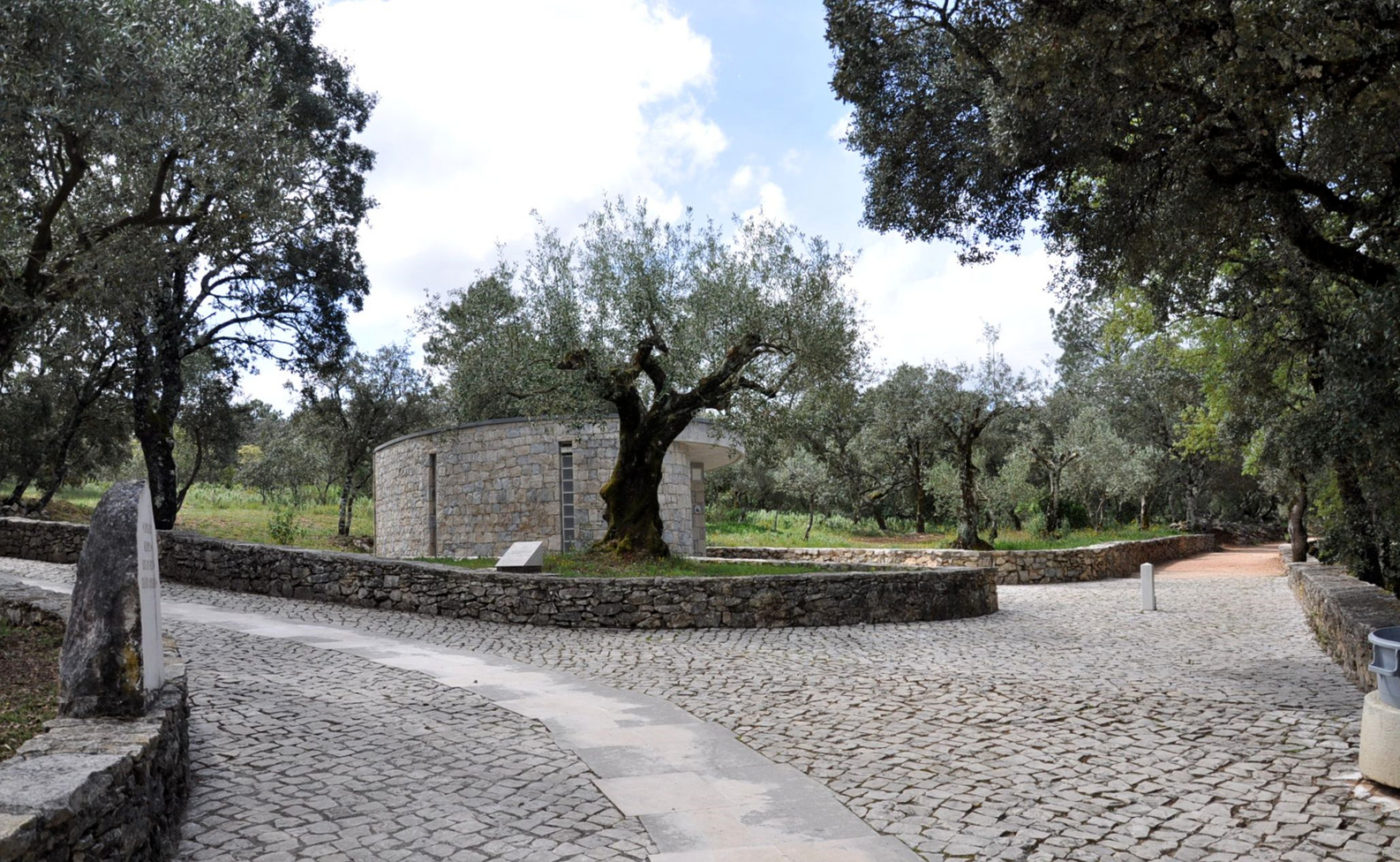
Baños públicos en el camino del Camino de los Pastorcitos
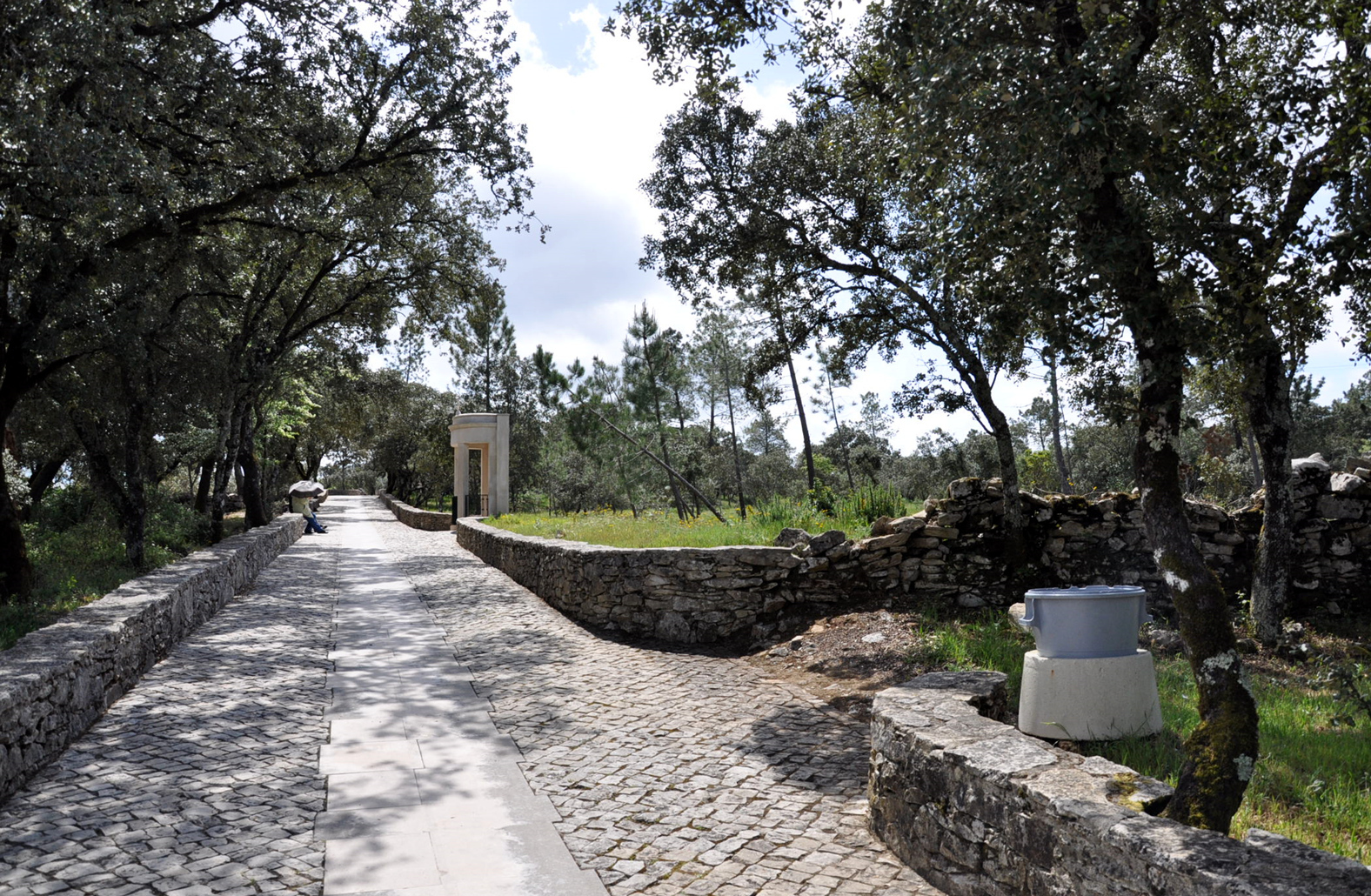
Recorrido del Camino de los Pastorcitos con las Estaciones del Vía Crucis
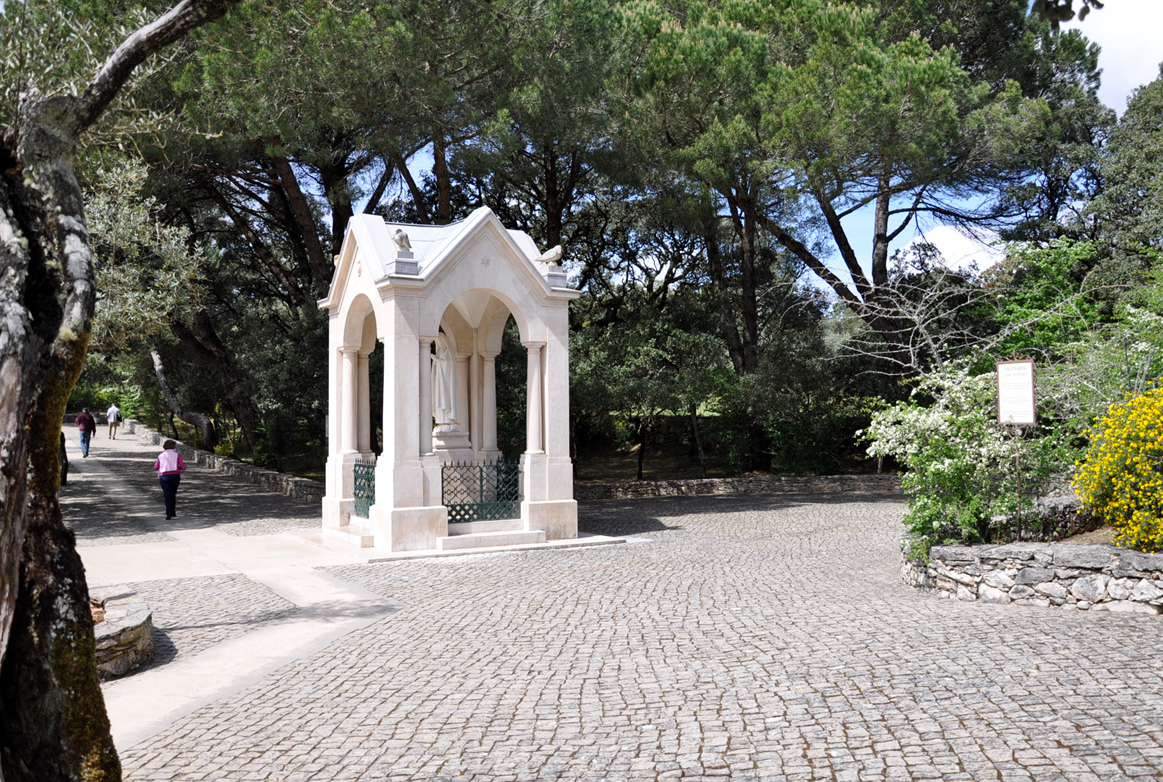
Monumento de la aparición de la Virgen María en los Valinhos.

### Estaciones del Vía Crucis

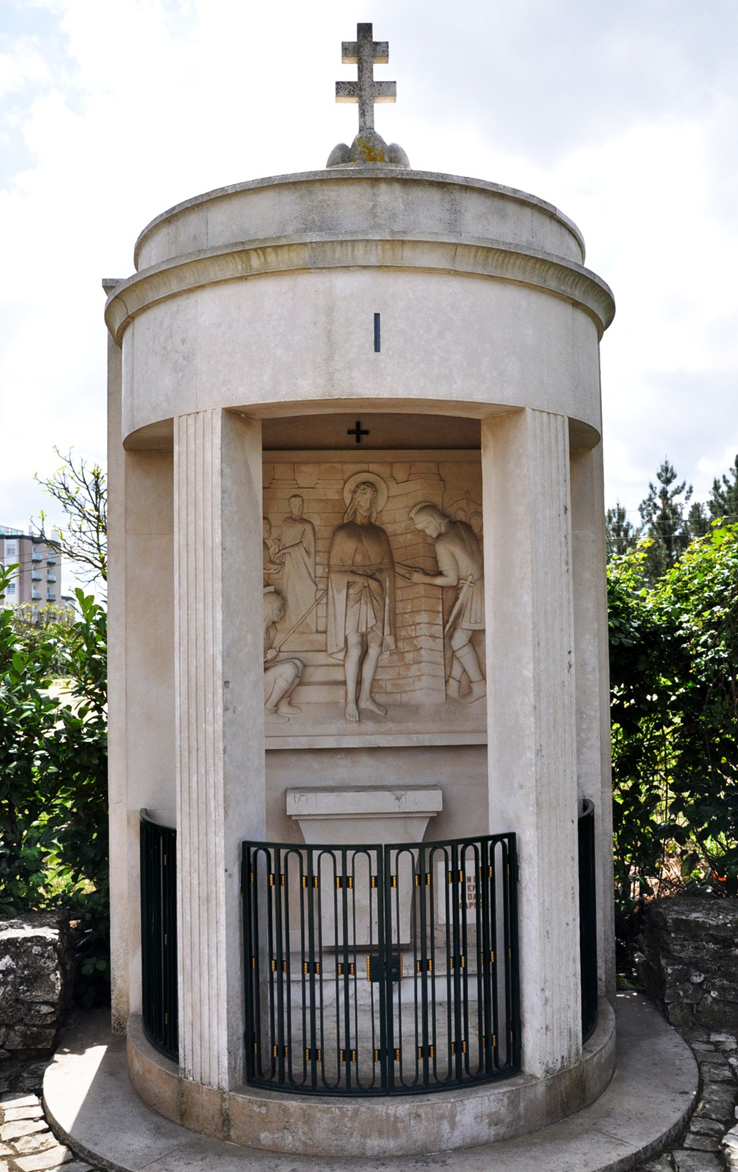
Vía Crucis I Jesús es condenado a muerte
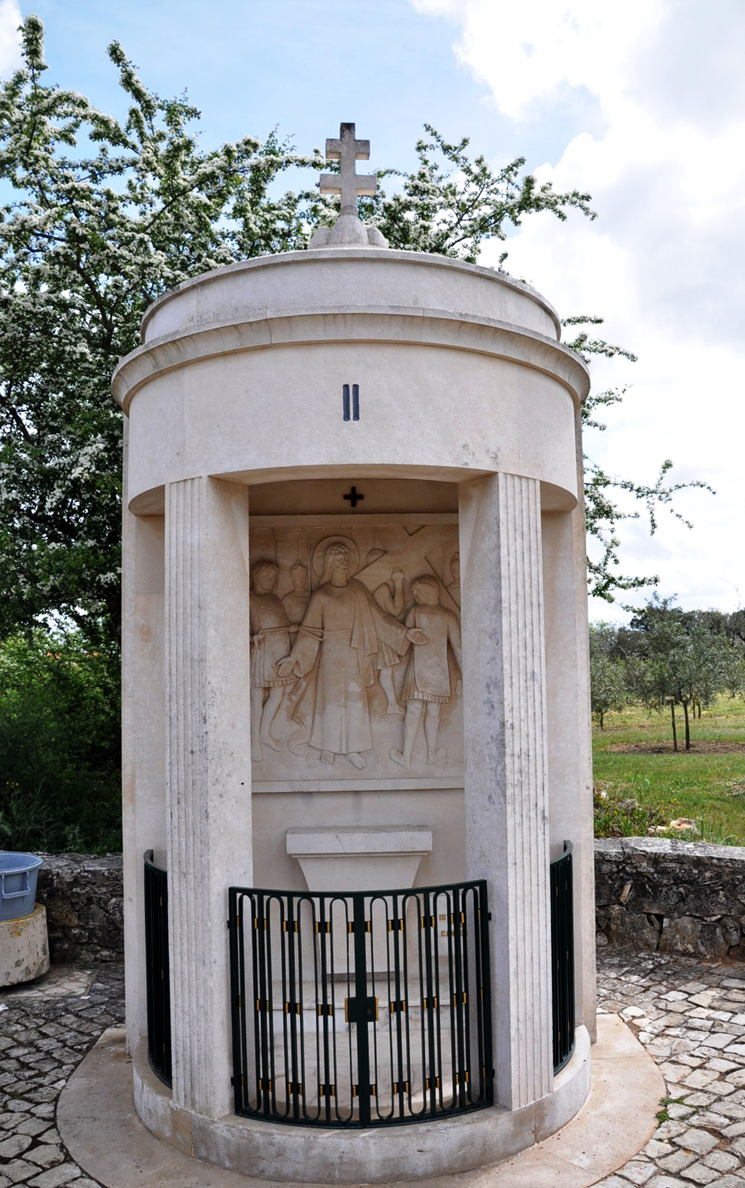
Vía Crucis II Jesús lleva la cruz a cuestas
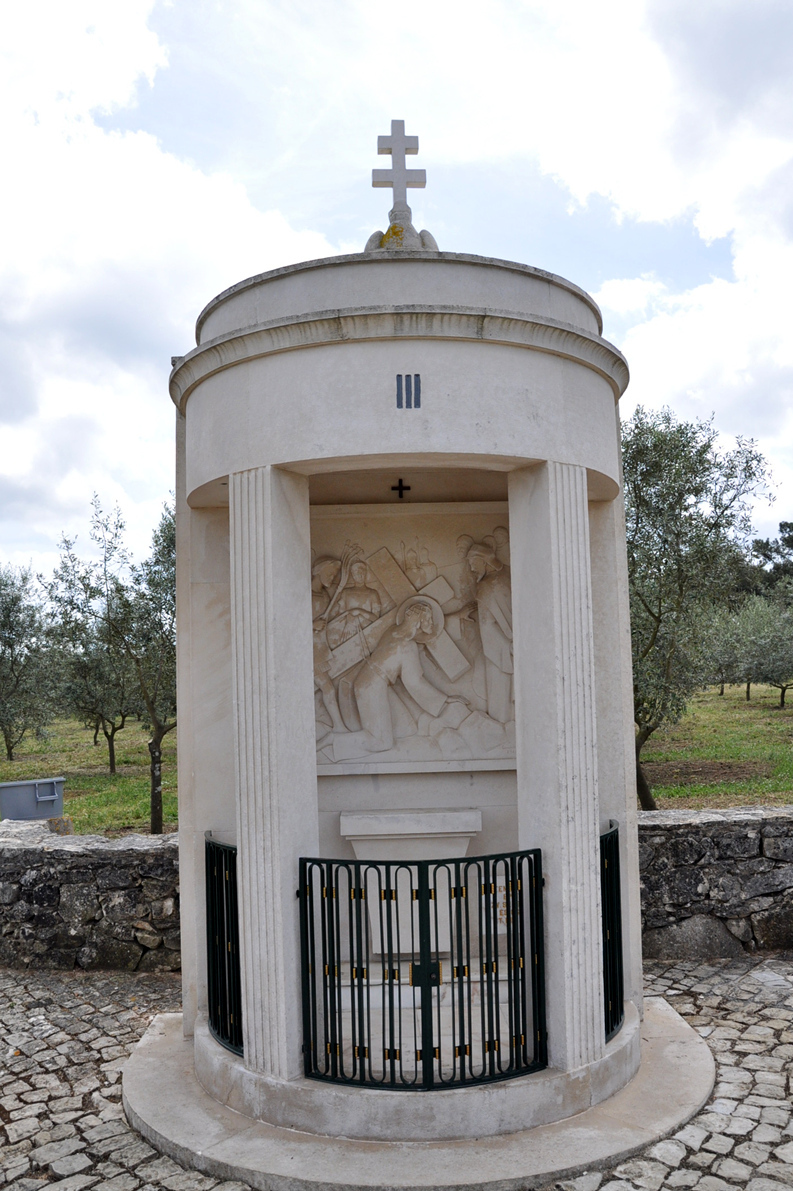
Vía Crucis III Jesús cae por primera vez
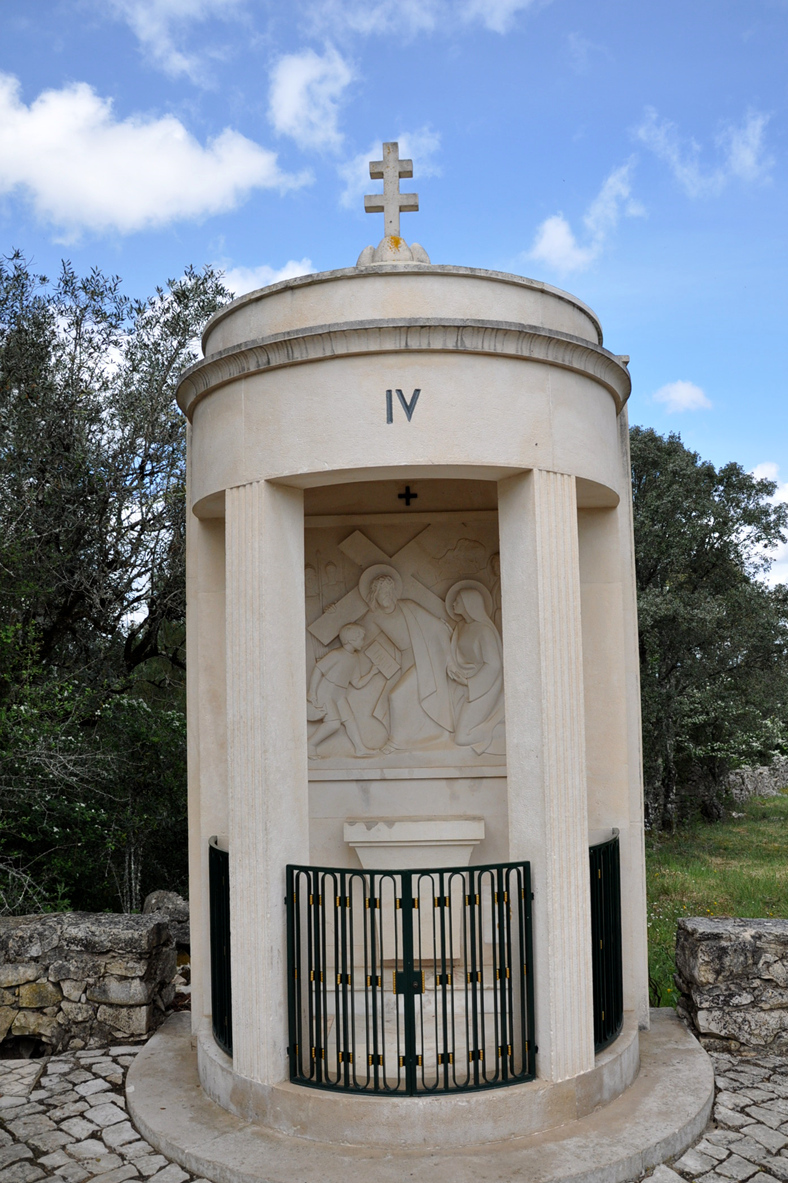
Vía Crucis IV Jesús encuentra a Su Madre
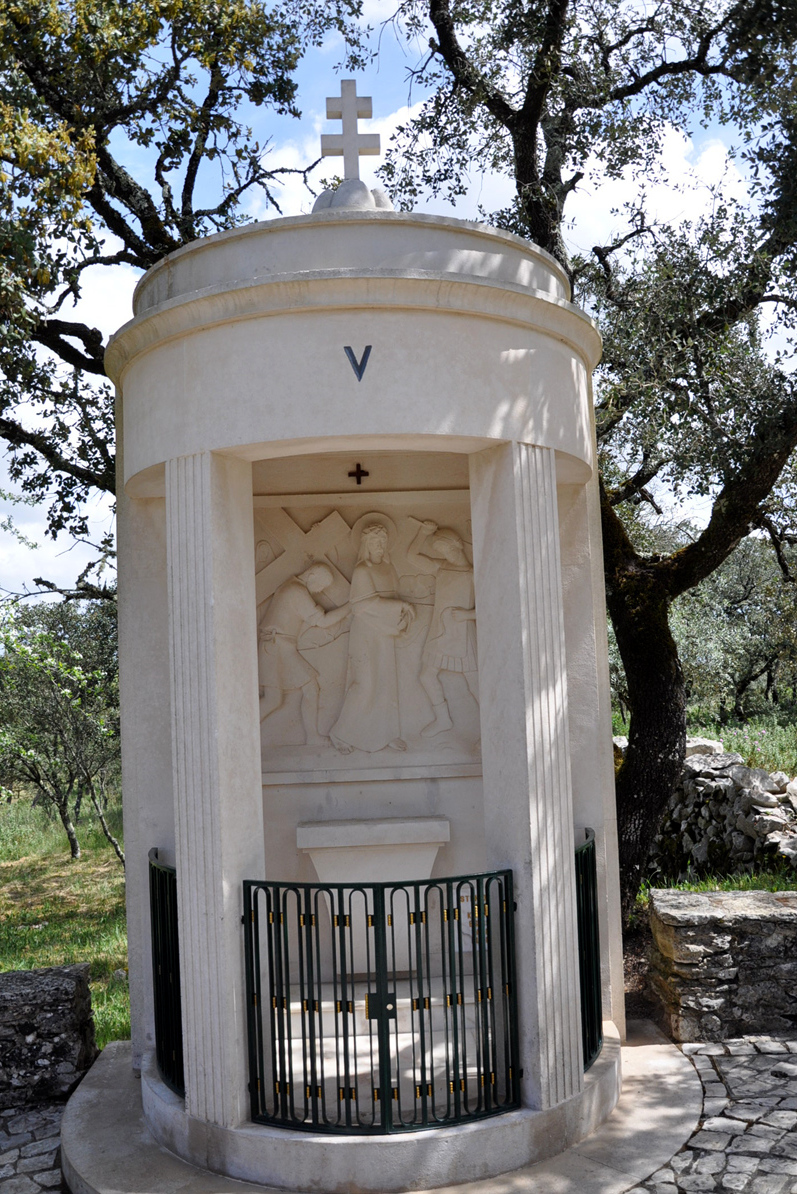
Vía Crucis V Simón de Cirene ayuda a Jesús
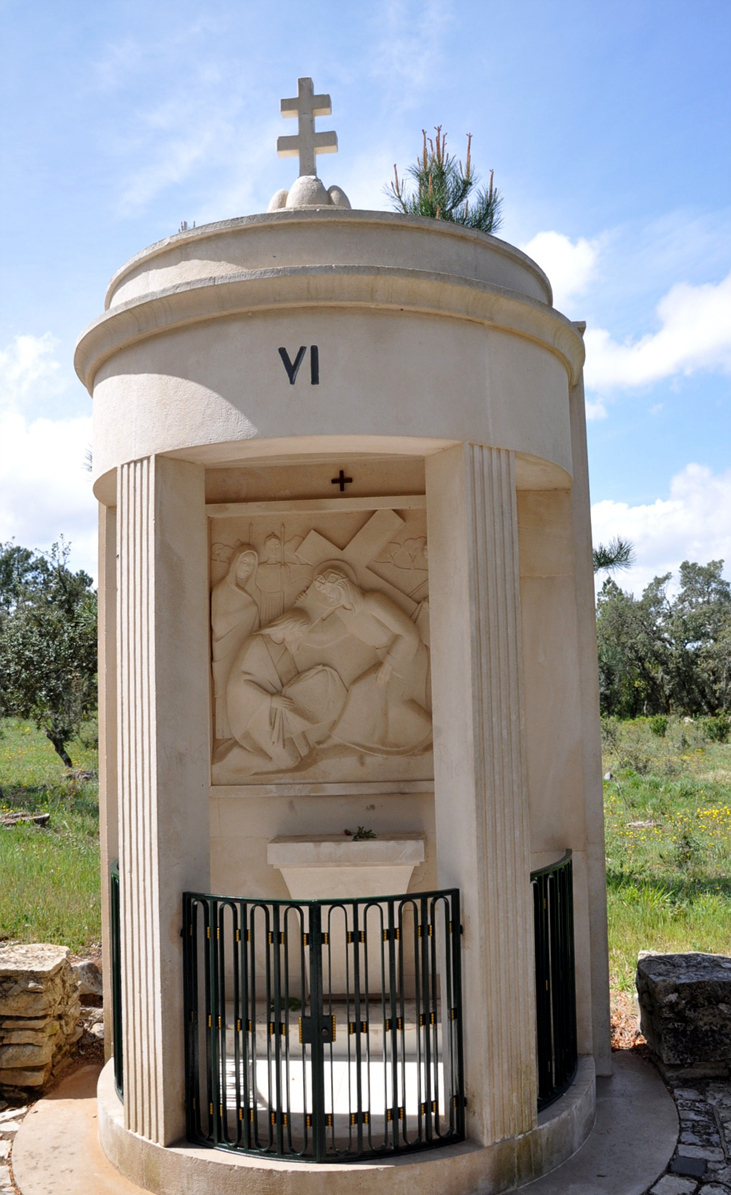
Vía Crucis VI Verónica limpia el rostro de Jesús
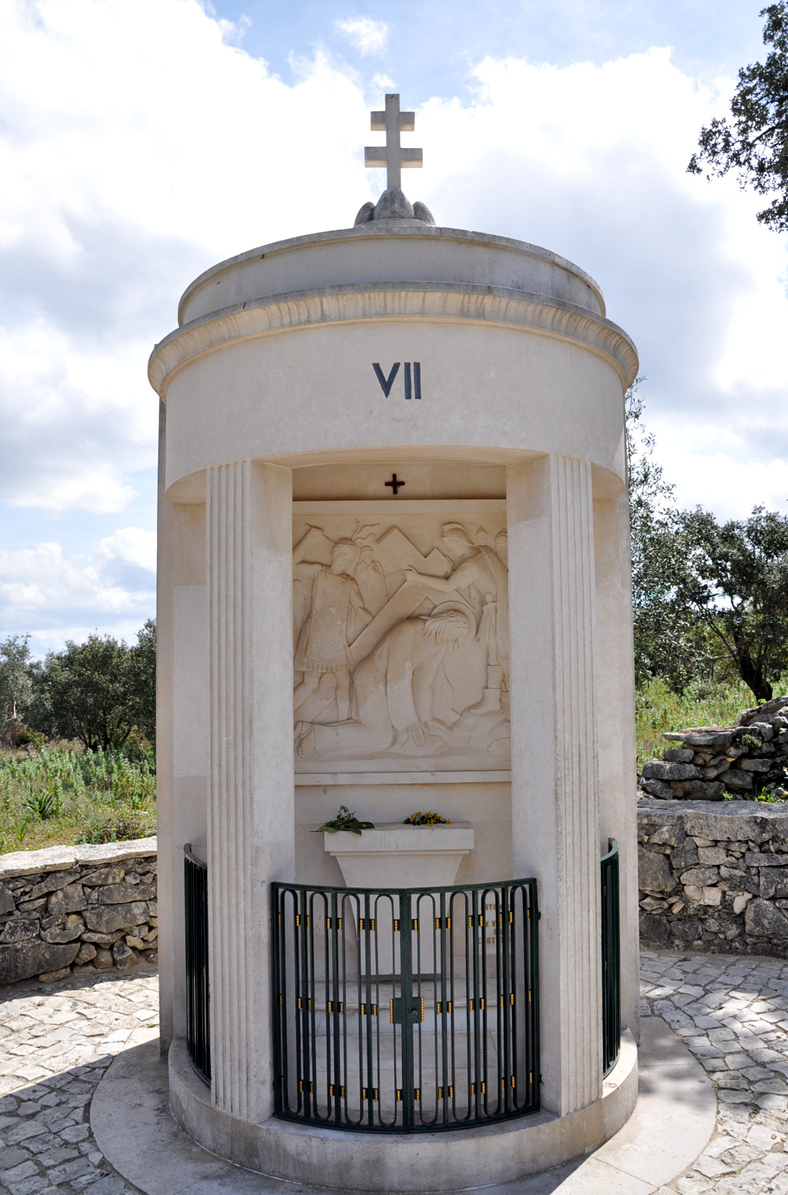
Vía Crucis VII Jesús cae por segunda vez
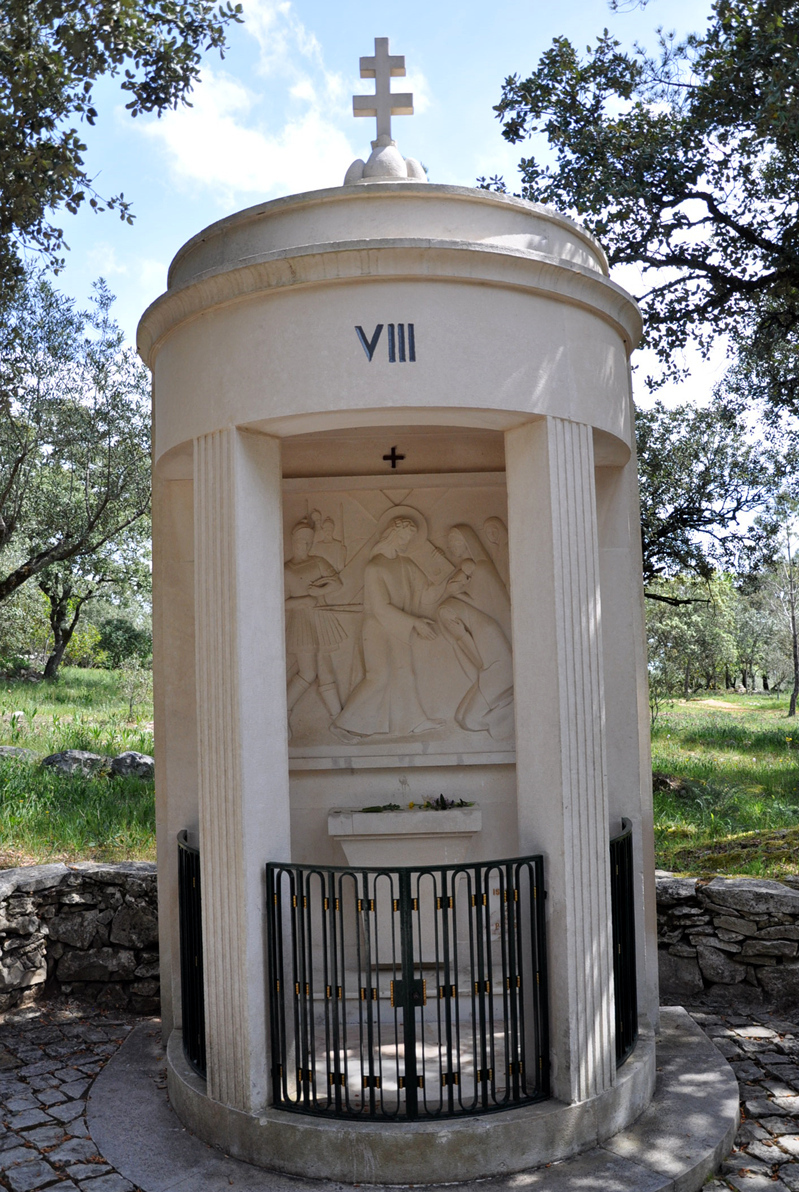
Vía Crucis VIII Jesús encuentra a las mujeres de Jerusalén
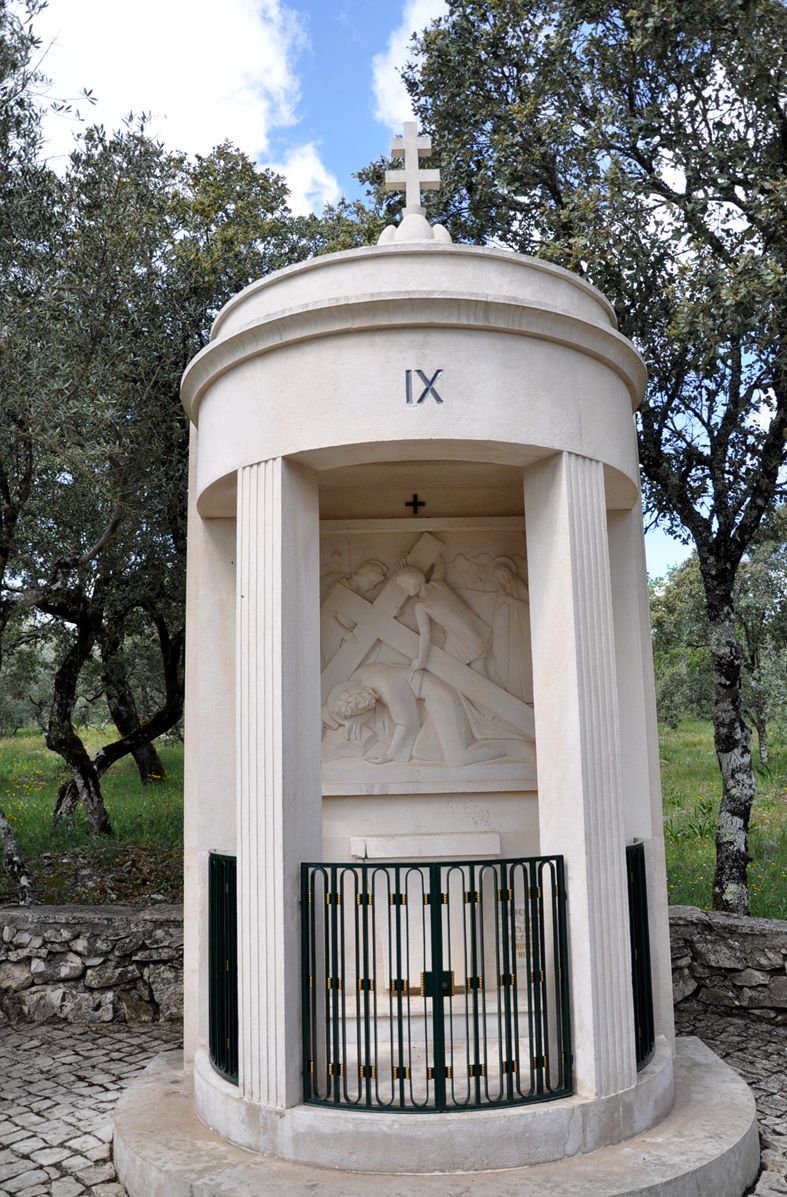
Vía Crucis IX Jesús cae por tercera vez
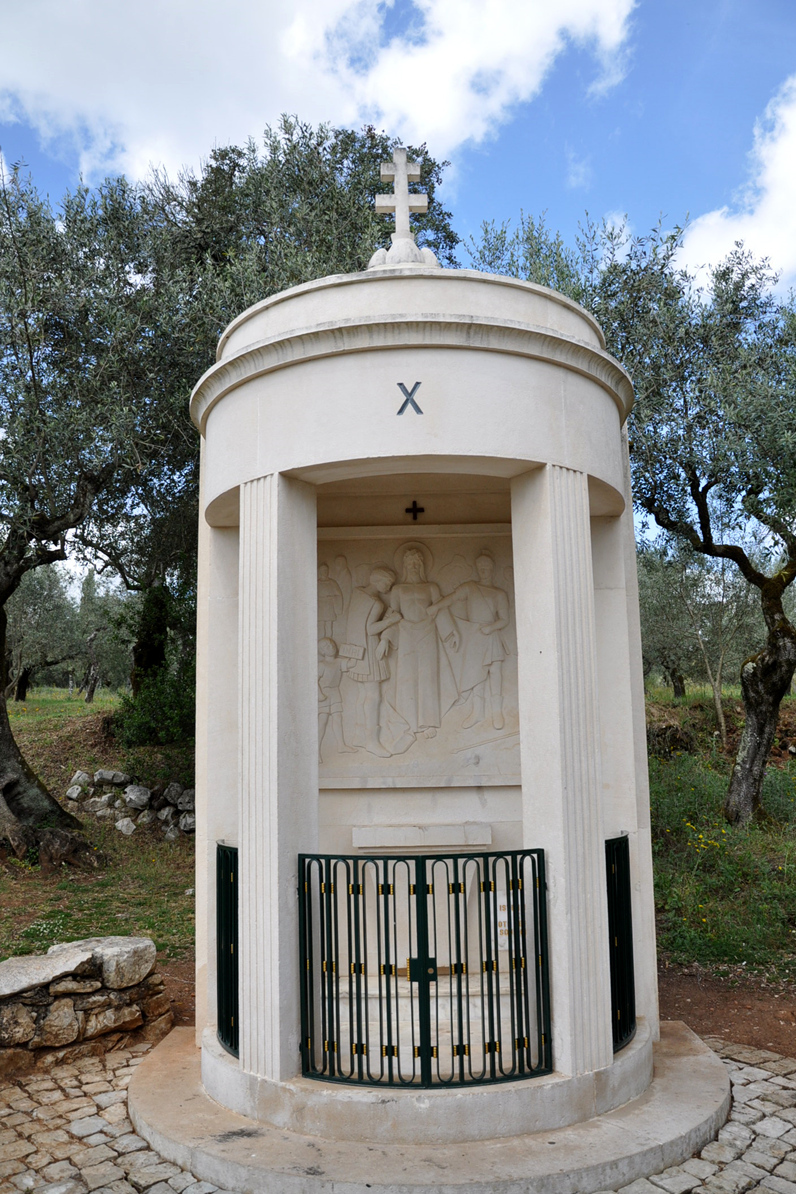
Vía Crucis X Jesús es despojado de sus vestiduras
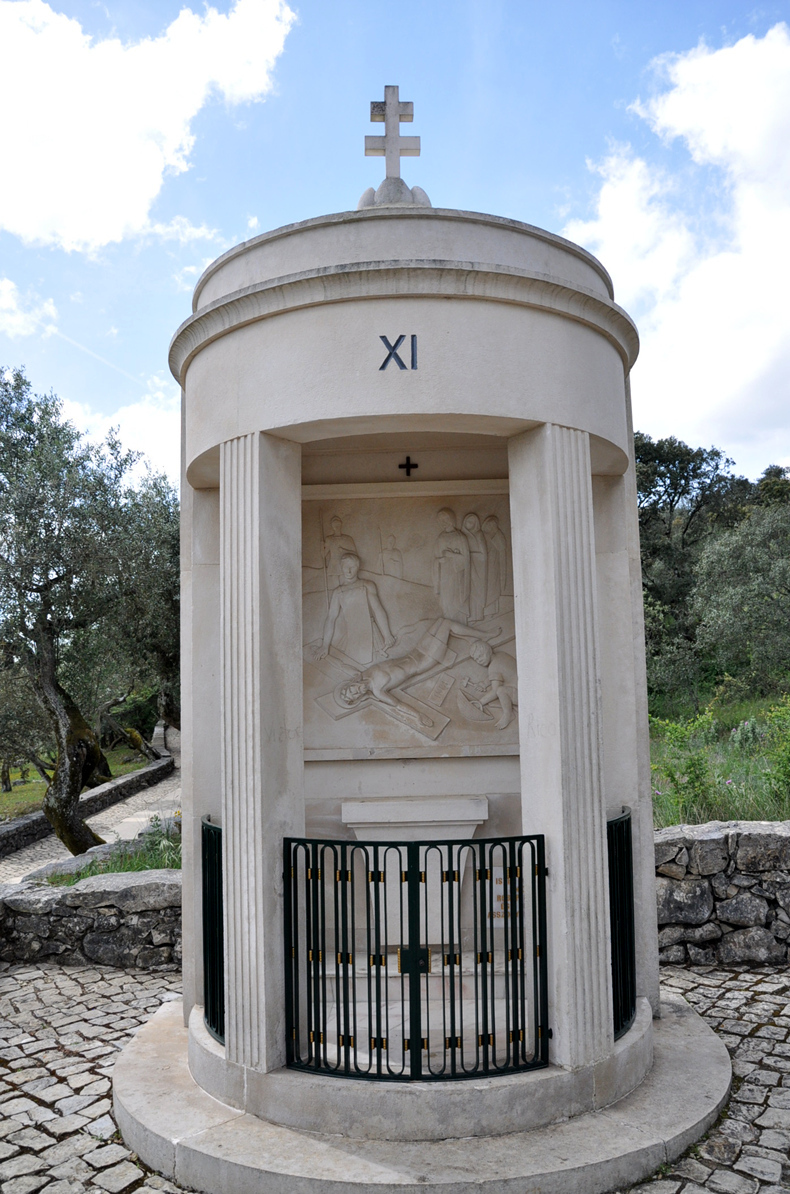
Vía Crucis XI Jesús es clavado en la cruz
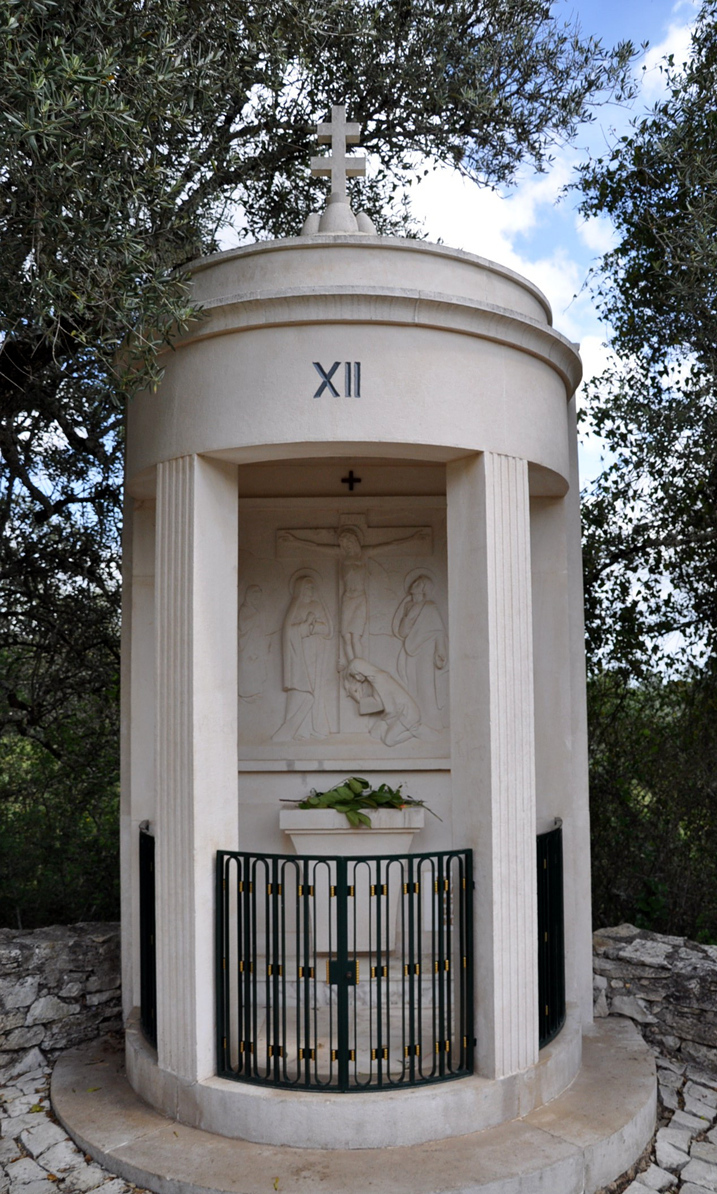
Vía Crucis XII Jesús muere en la cruz
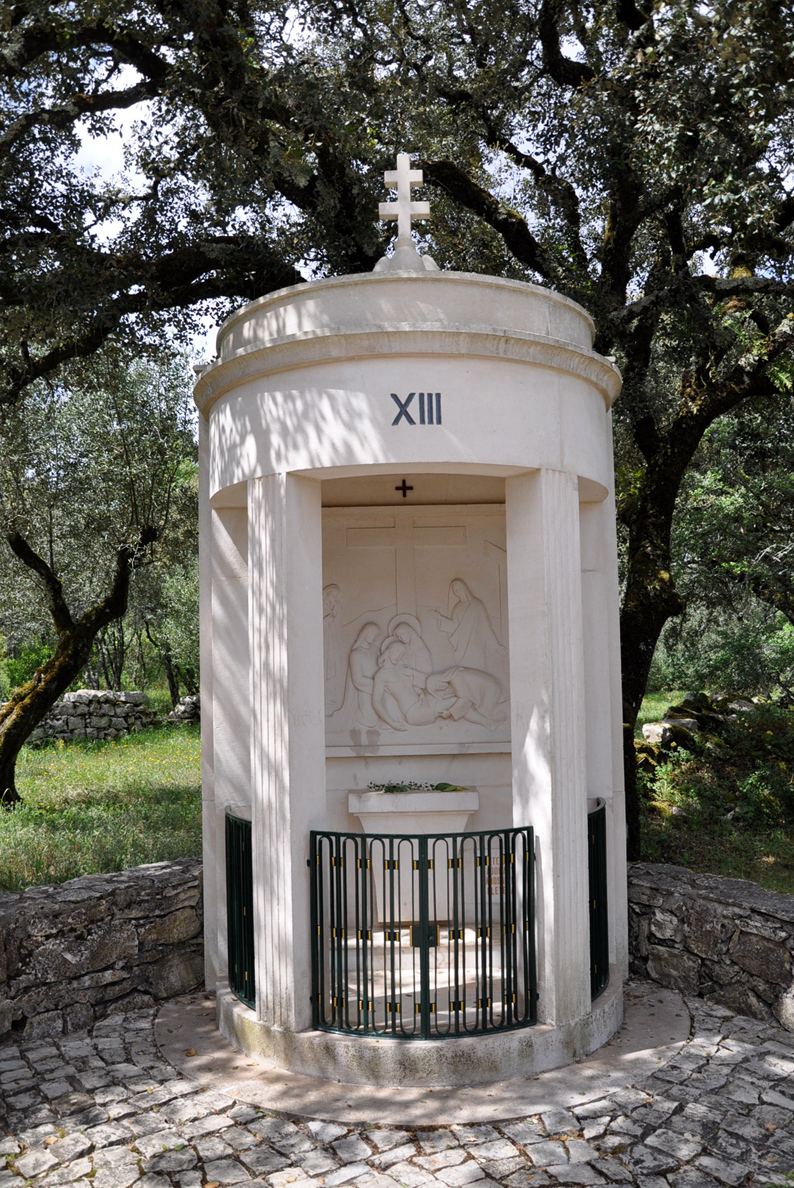
Vía Crucis XIII Jesús es bajado de la cruz
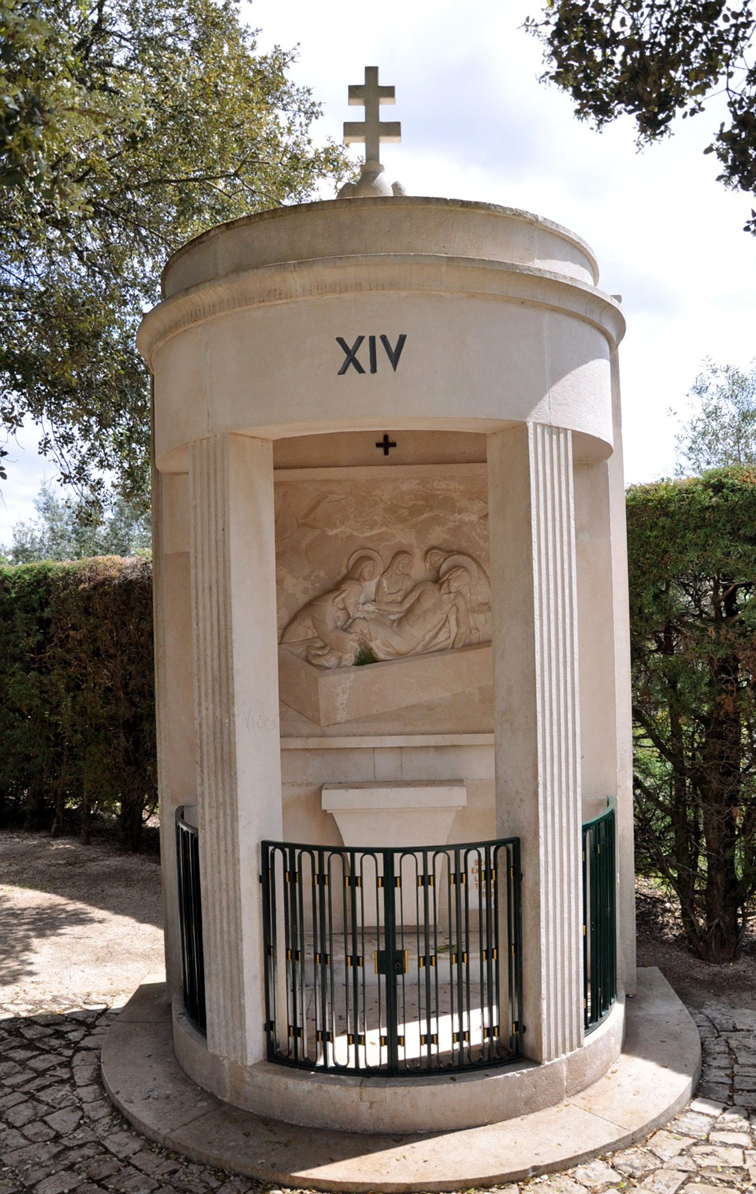
Vía Crucis XIV Jesús es sepultado
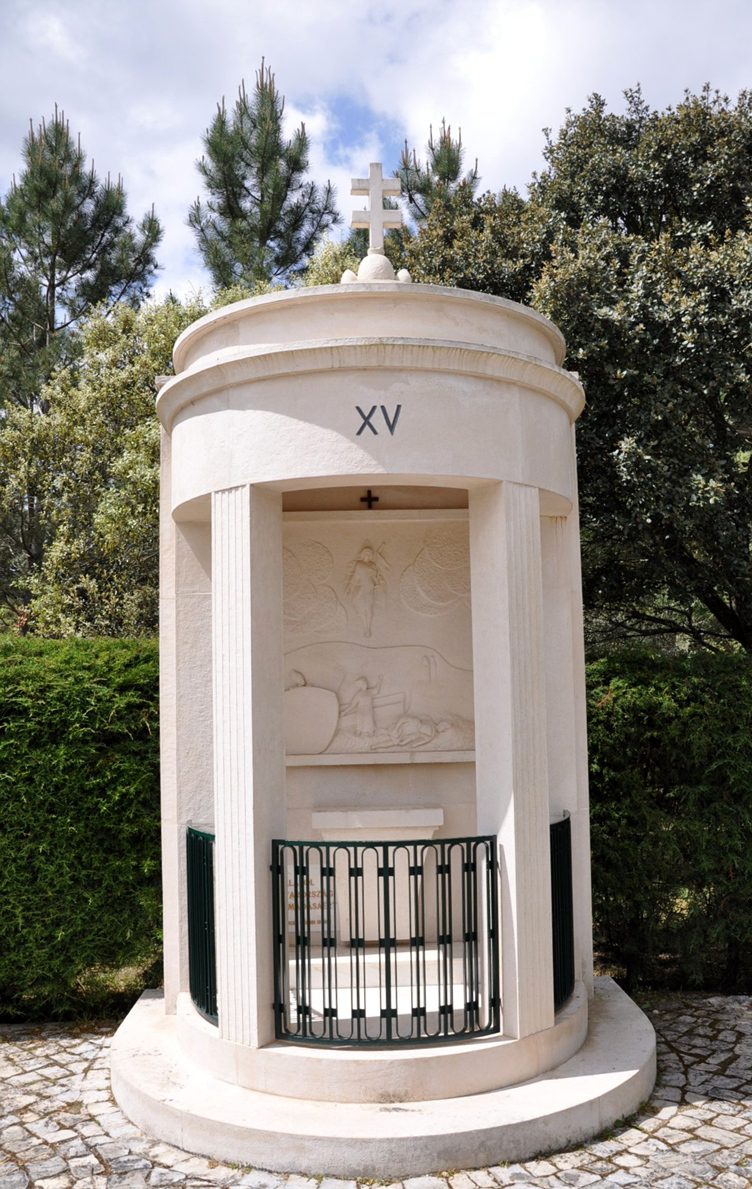
Vía Crucis XV La resurrección de Jesús

### Calvario Húngaro

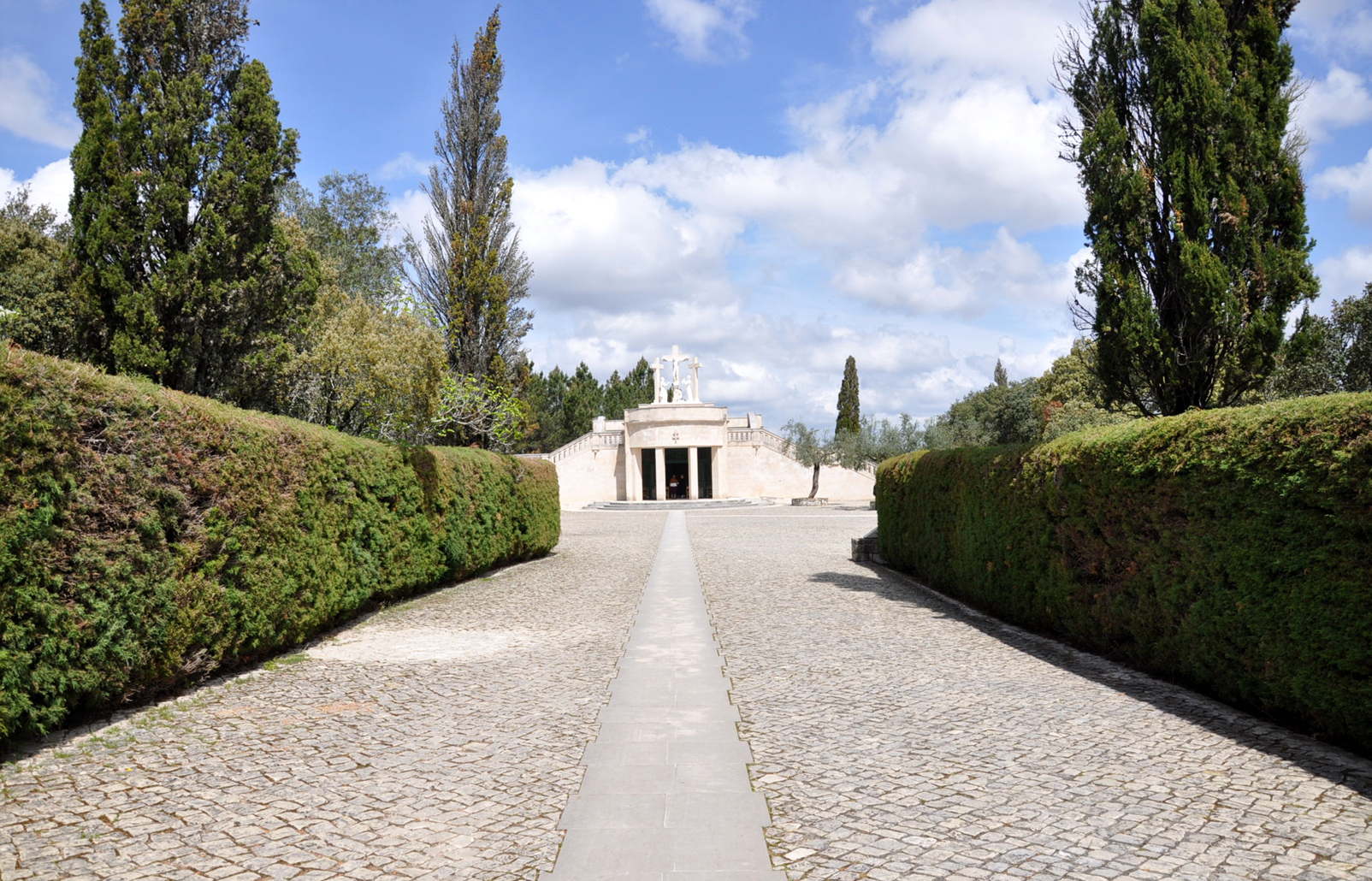
Panorama de la Capilla de San Esteban y del Calvario Húngaro
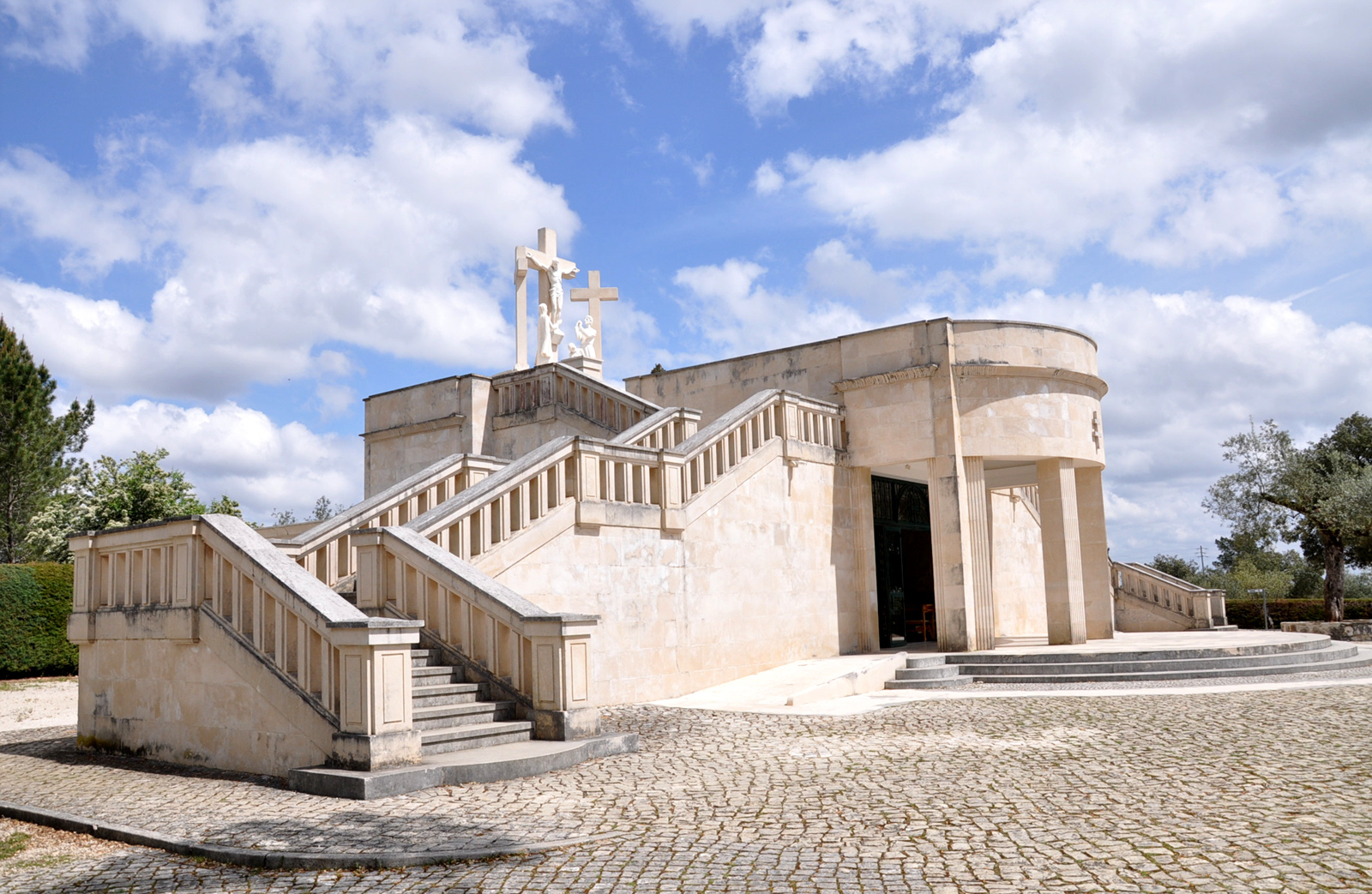
Capilla de San Esteban y el Calvario Húngaro
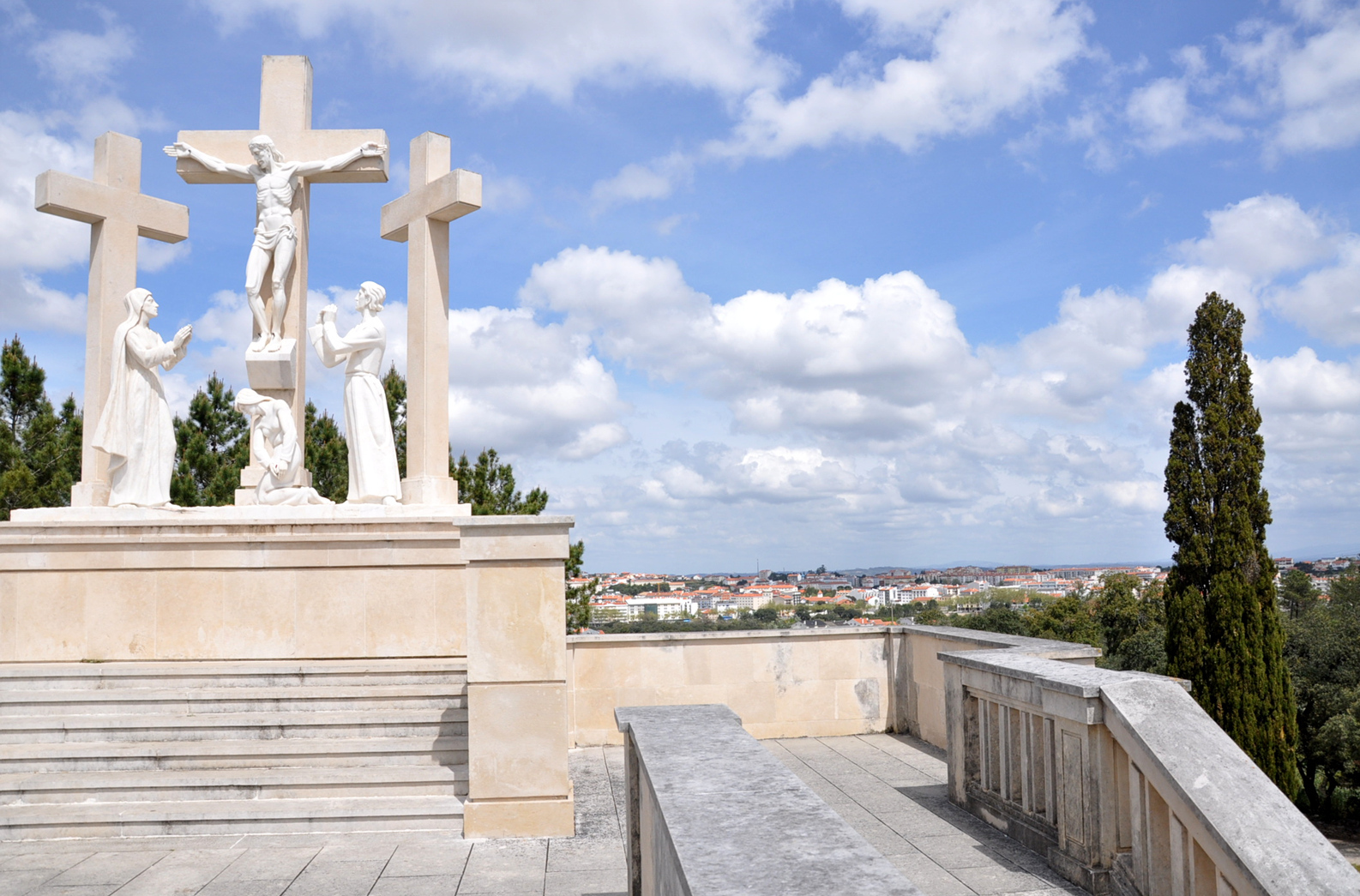
Calvario Húngaro y vista sobre la ciudad de Fátima
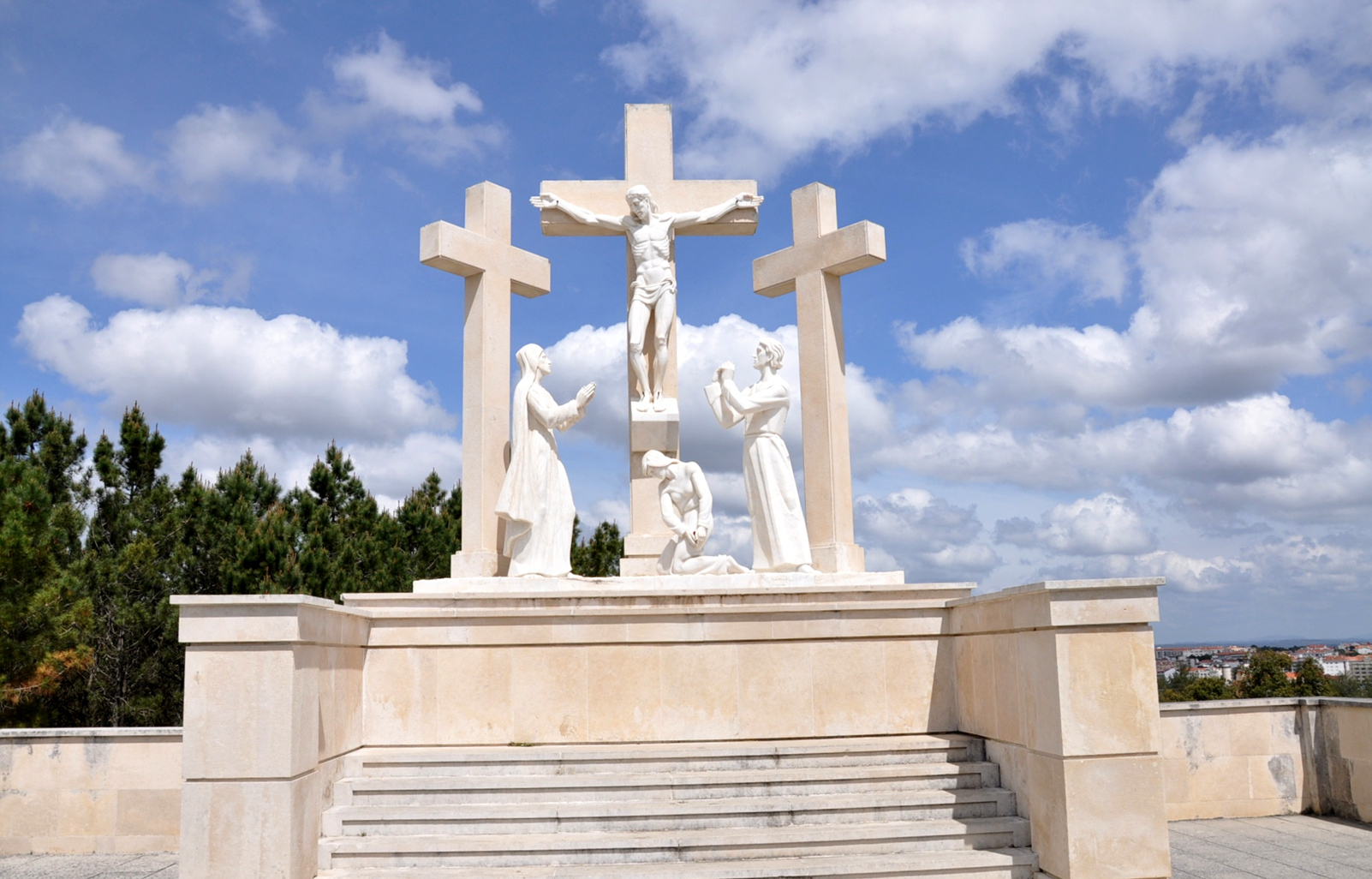
Calvario Húngaro
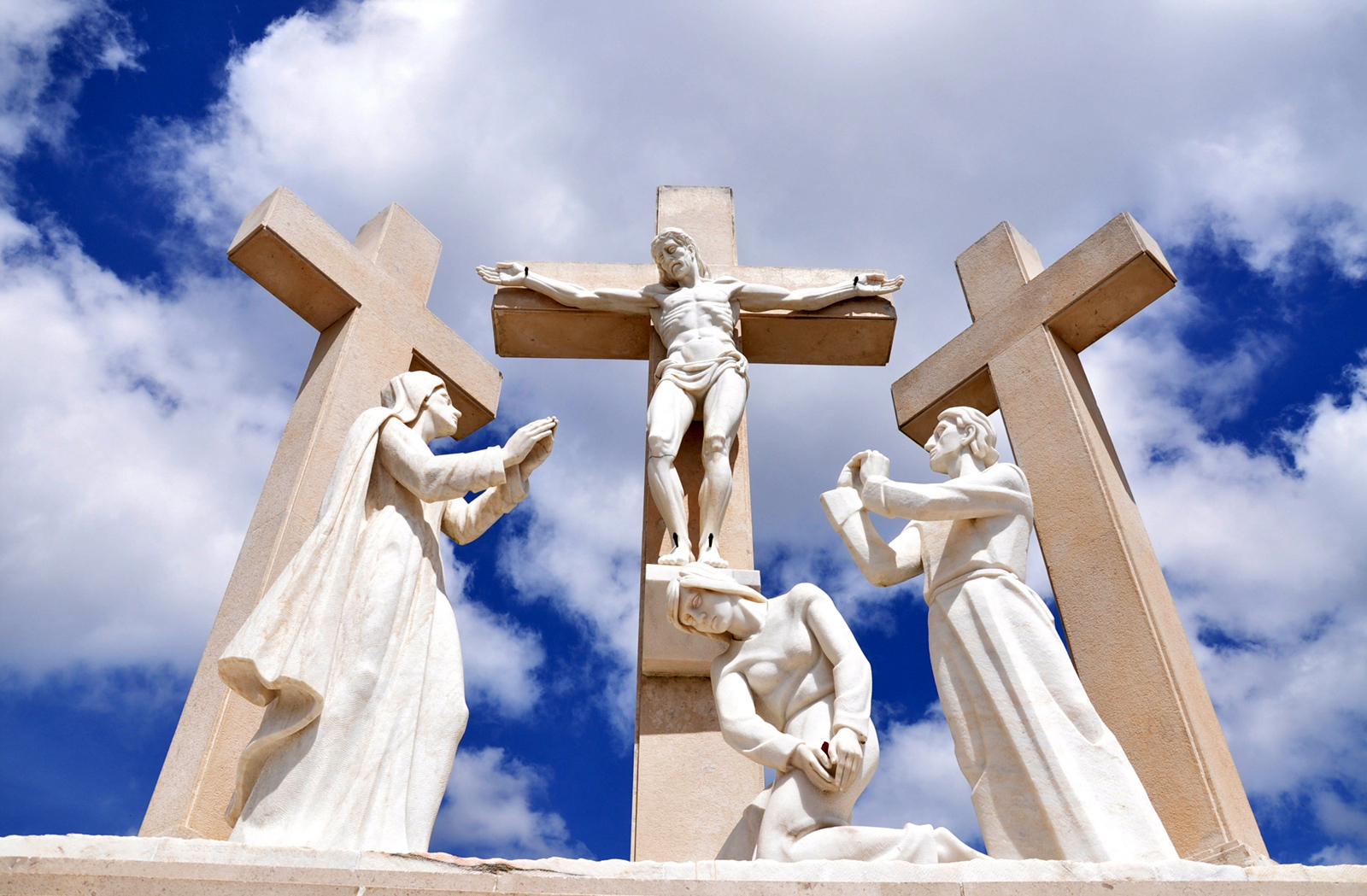
Detalle de las esculturas del Calvario Húngaro
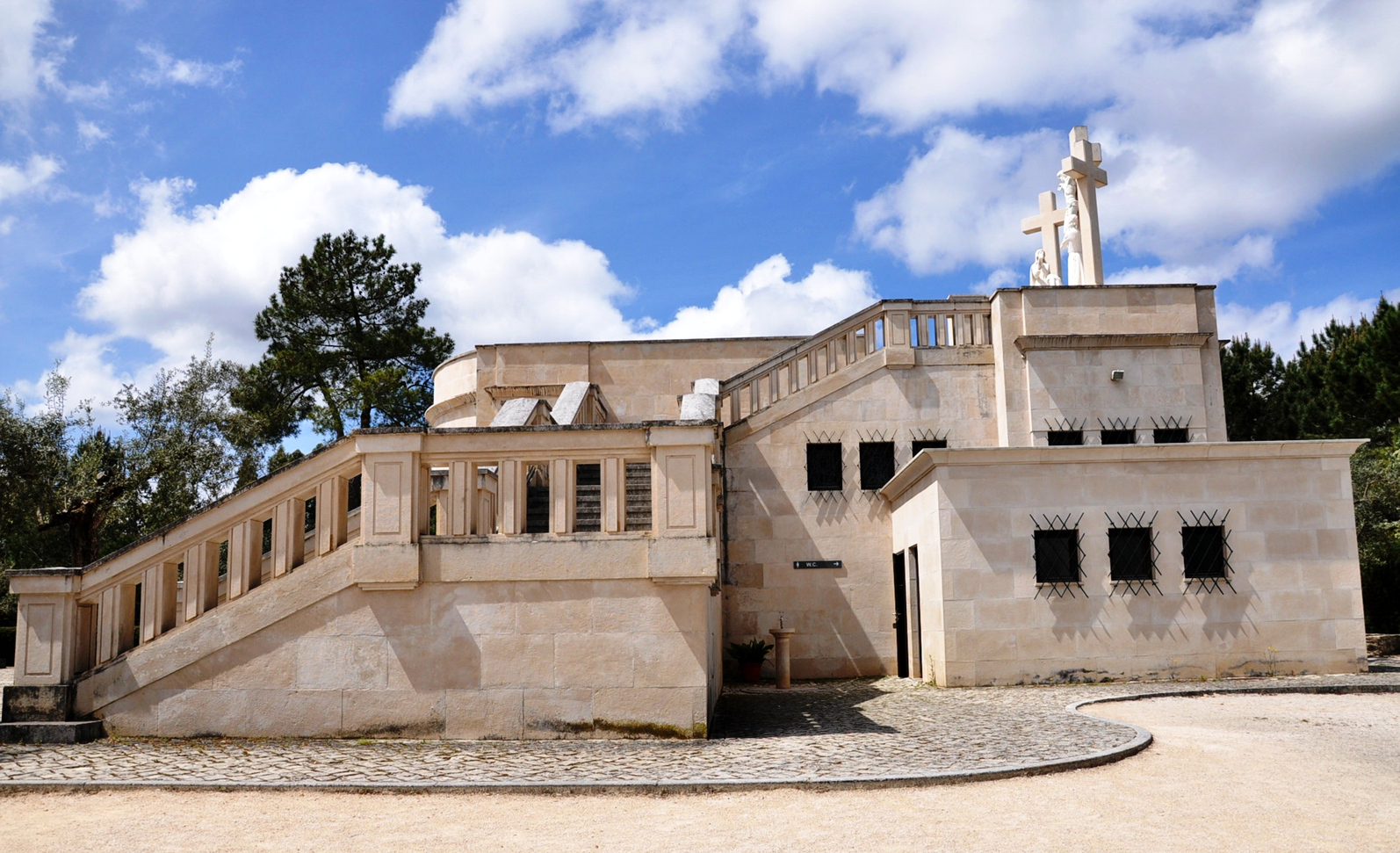
Vista lateral de la Capilla de San Esteban y del Calvario Húngaro

### Capilla de San Esteban

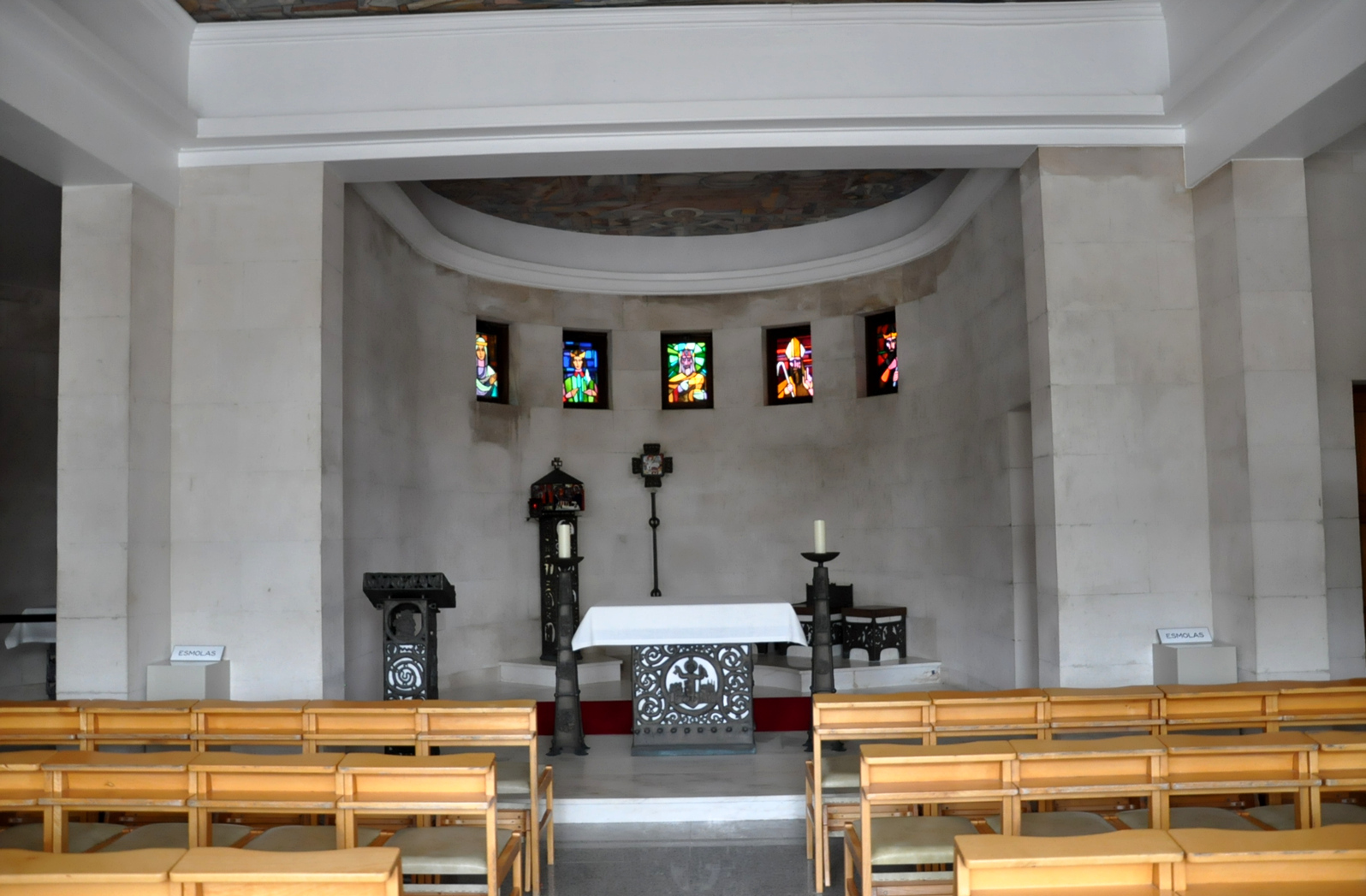
Interior de la Capilla de San Esteban
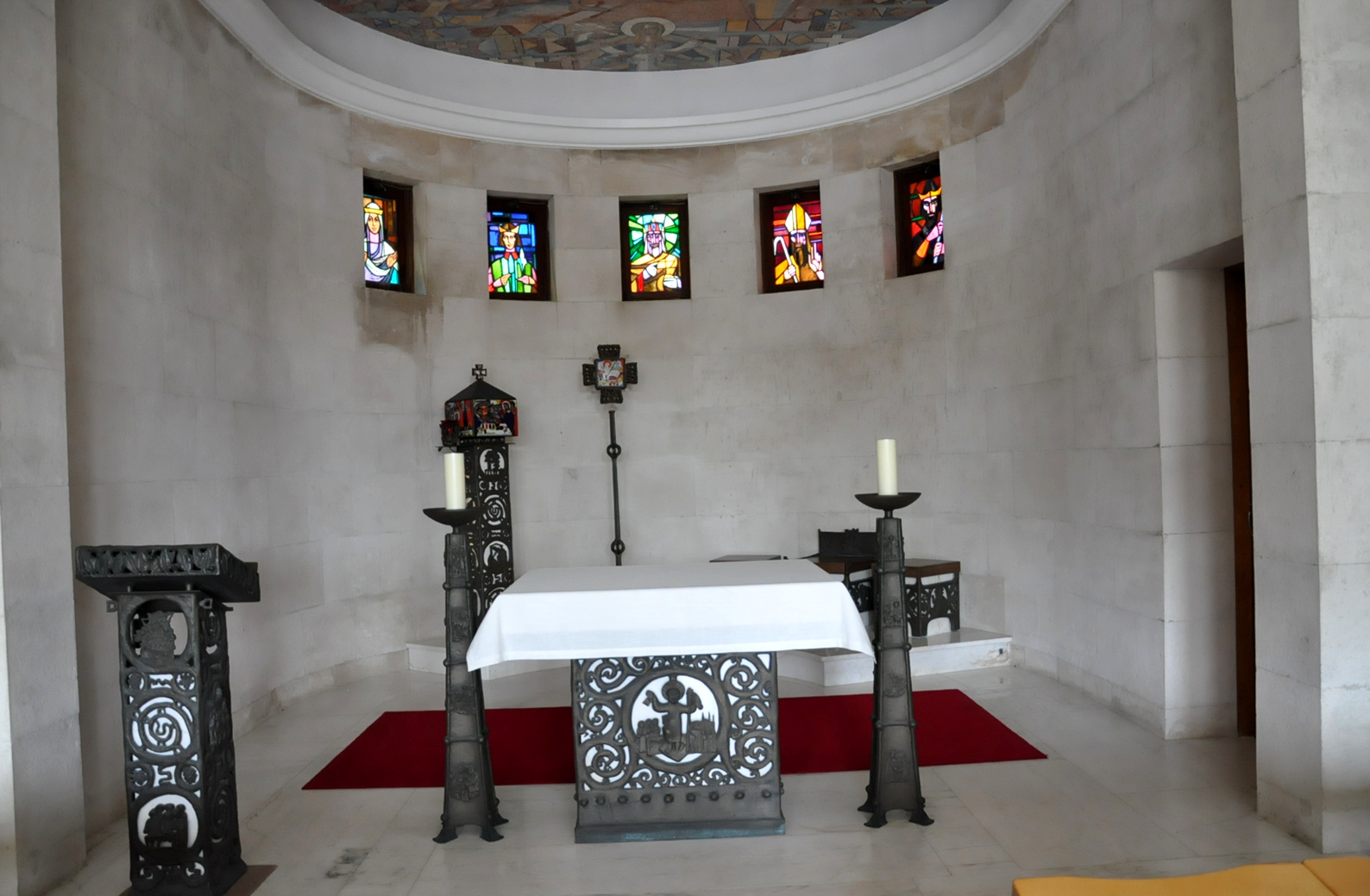
Detalle del altar de la Capilla de San Esteban
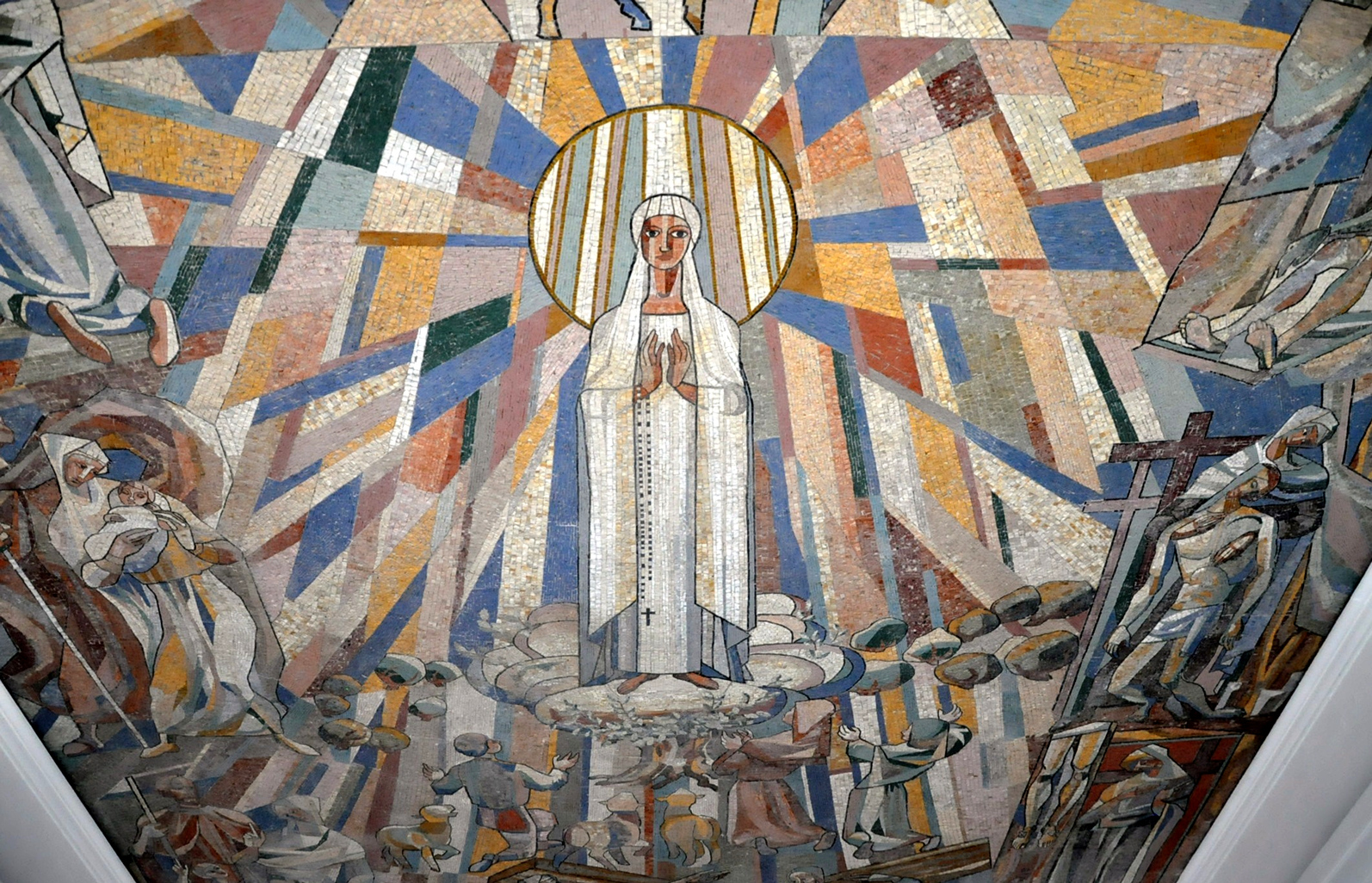
Panel de los Siete Dolores de María en el techo de la Capilla de San Esteban
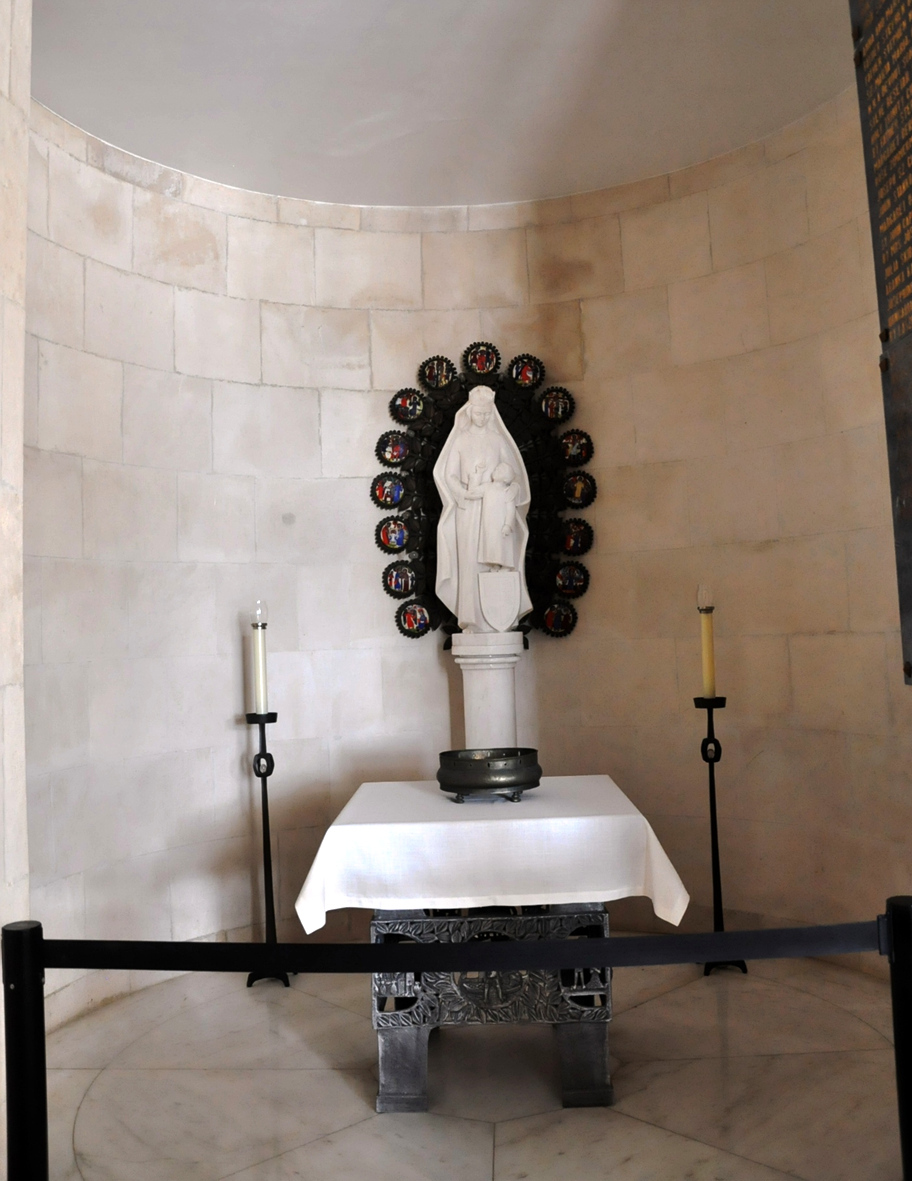
Estatua representativa de Nuestra Señora Reina de Hungría con el Niño Jesús
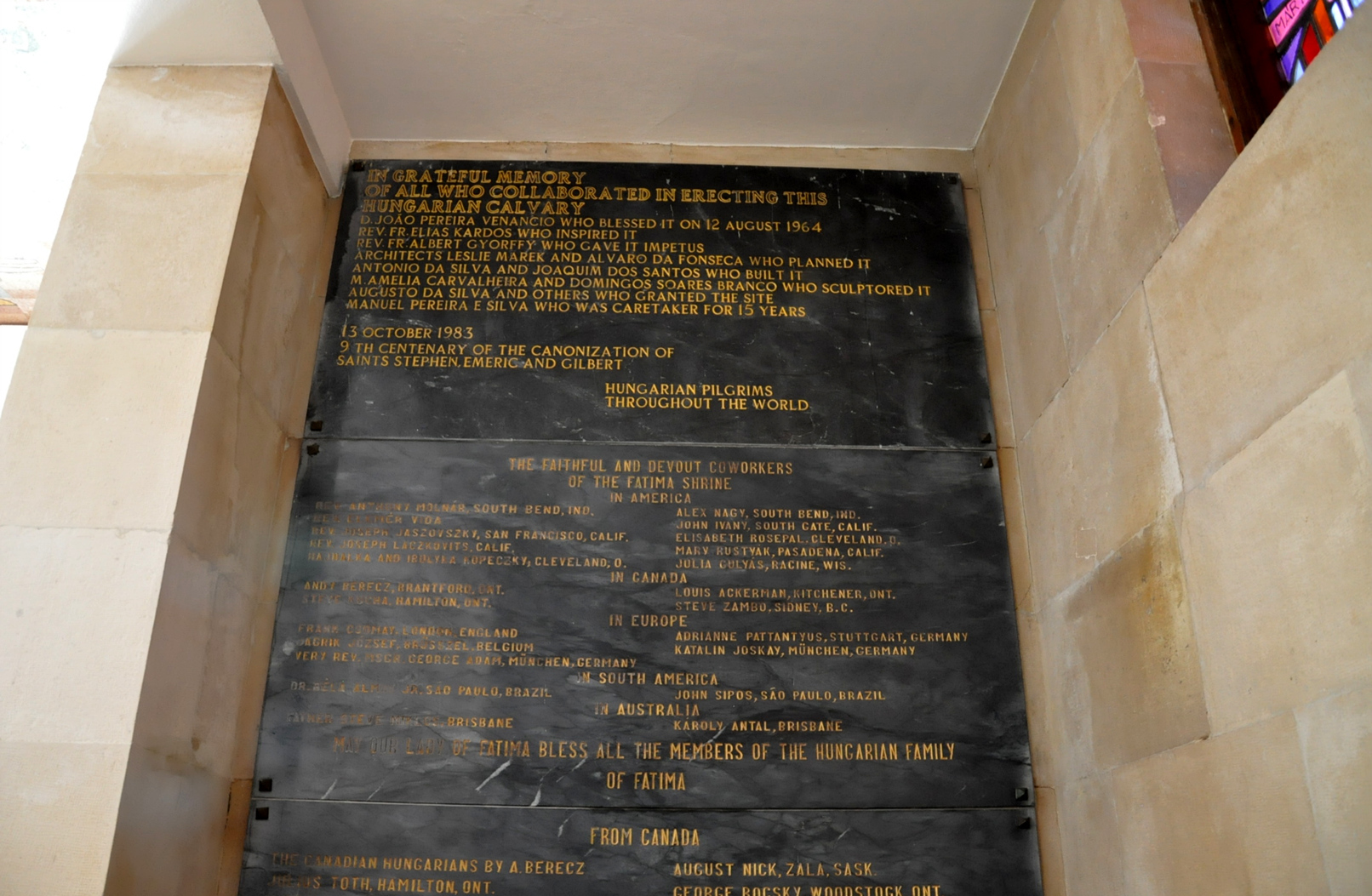
Placas evocadoras de los beneméritos de la construcción de la Capilla y del Calvario
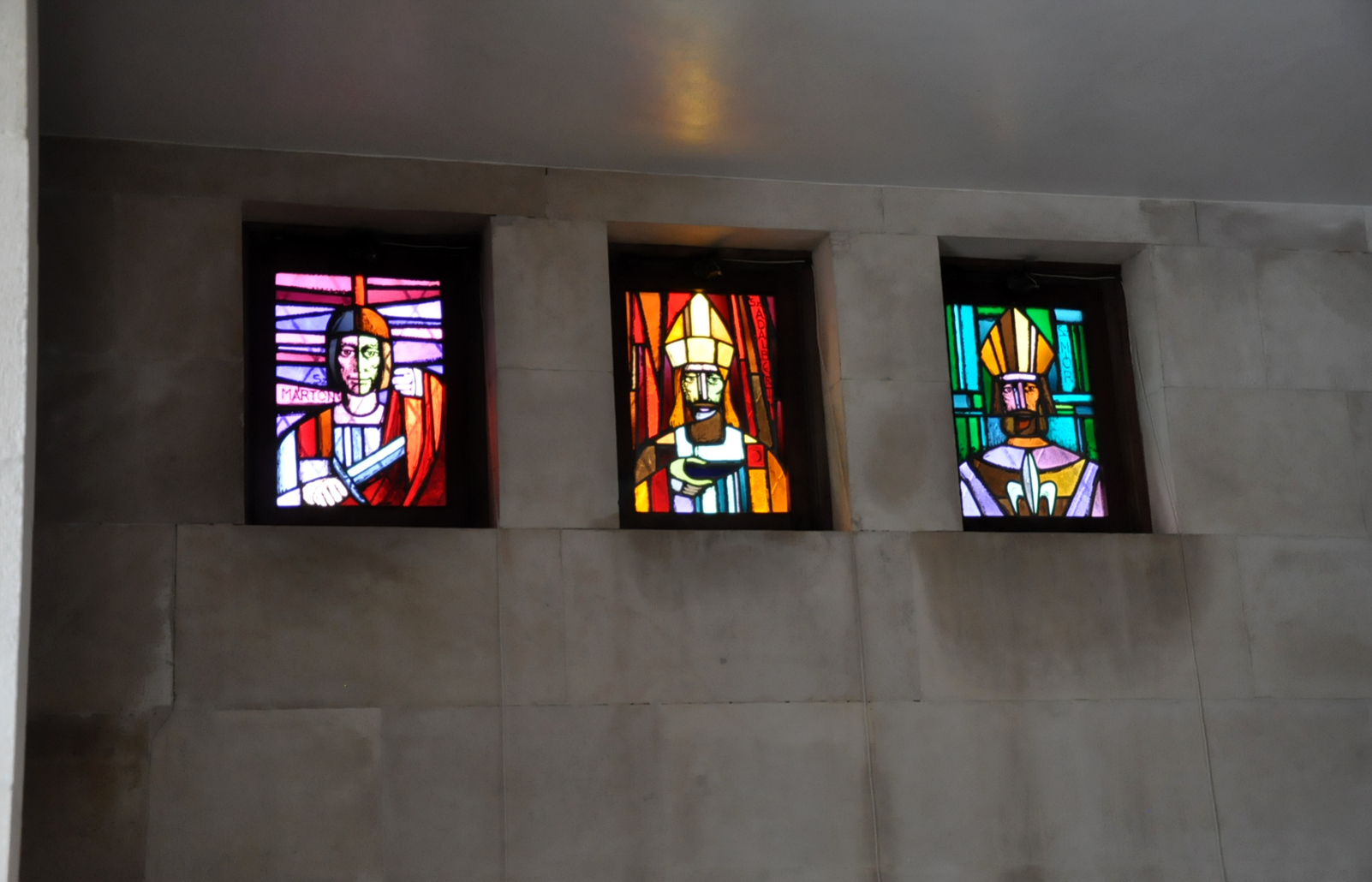
Vitrales de la Capilla de San Esteban

### Loca del Cabezo

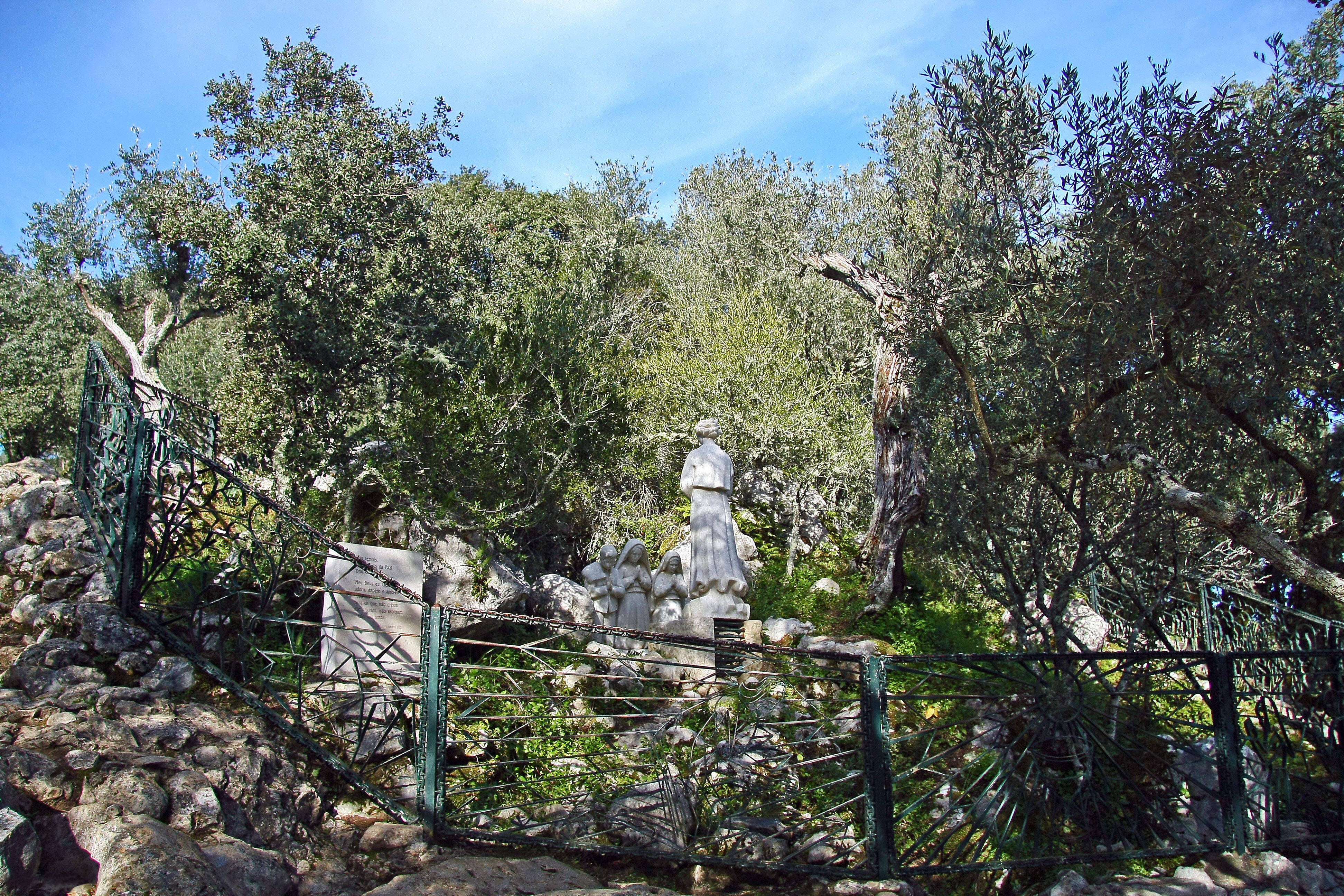
Loca del Cabezo (o del Ángel de la Paz / Ángel de Portugal)
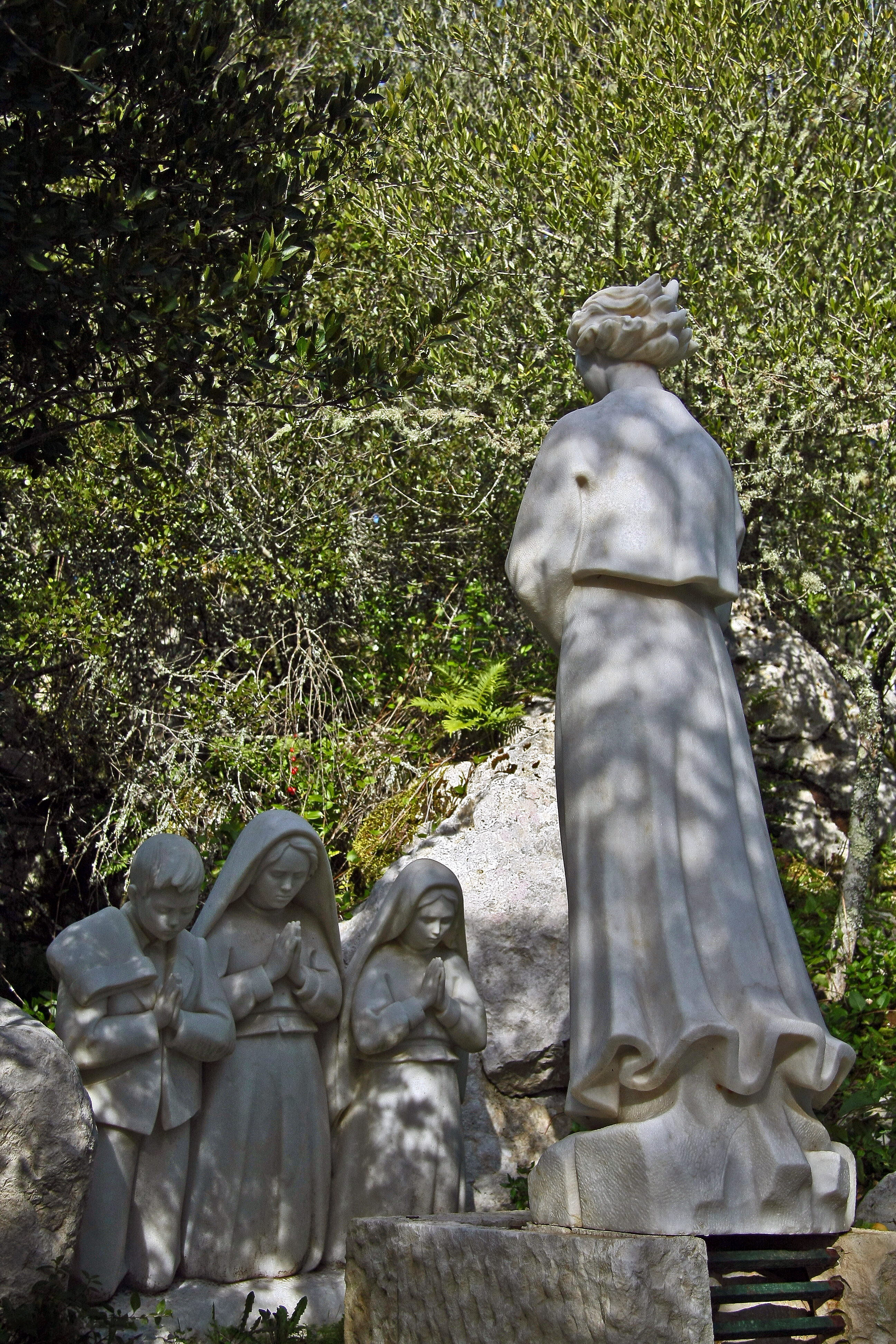
Loca del Ángel de Portugal
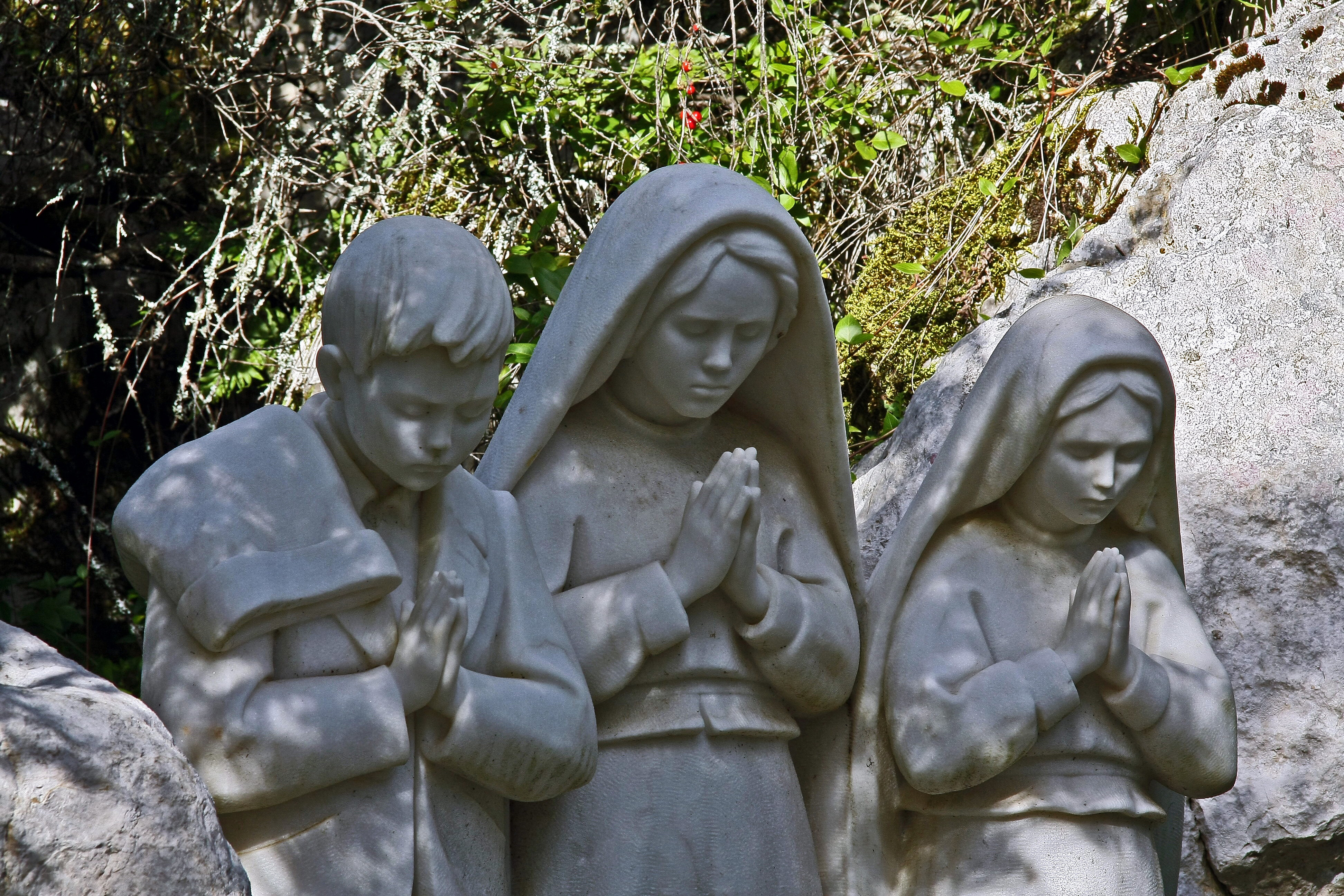
Estatuas de los tres pastorcitos de Fátima en actitud de oración
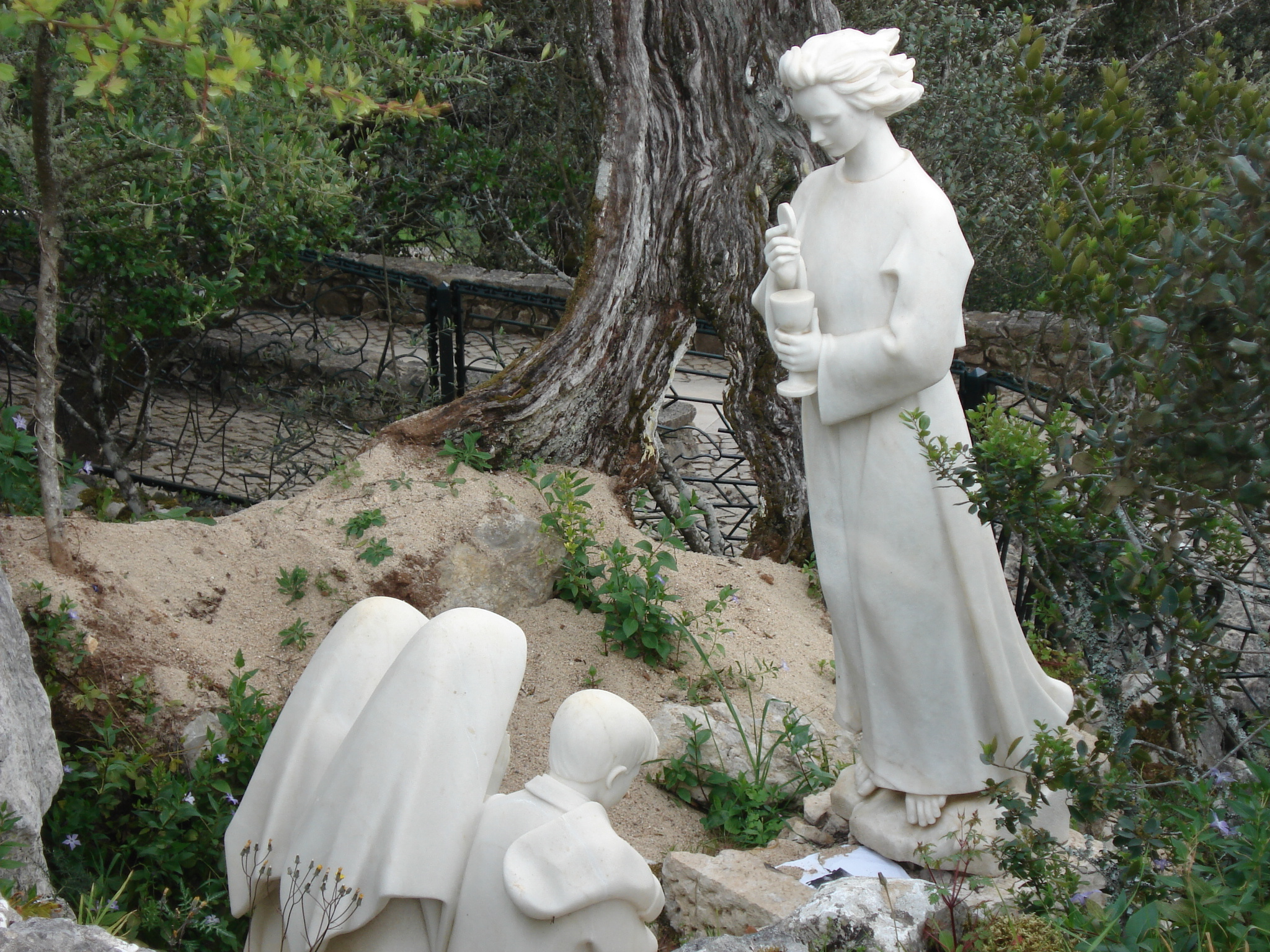
Loca del Cabezo (o del Ángel de la Paz / Ángel de Portugal)